# Rośliny tatrzańskie
W Tatrach rośnie około 1300 gatunków roślin naczyniowych, z czego w polskim Tatrzańskim Parku Narodowym (TPN) około 1000. Charakterystyczną grupę stanowią rośliny wysokogórskie – dla 200 z nich Tatry są jedynym obszarem występowania w Polsce. Bardzo bogata jest flora mszaków – występuje ich tutaj ok. 700 gatunków, co stanowi 80% wszystkich gatunków w Polsce, ok. 1000 gatunków grzybów, 870 gatunków porostów, liczna flora glonów i 72 gatunki śluzowców.

## Warunki życia roślin w Tatrach
Warunki życia roślin w górach znacznie zmieniają się wraz ze wzrostem wysokości nad poziomem morza. Do czynników najsilniej wpływających na wegetację roślin należą:
- znacznie skrócony okres wegetacyjny (w piętrze turniowym wynosi on tylko 4 miesiące);
- niska średnia temperatura roczna;
- duże wahania temperatur w okresie wegetacji i raptowne zmiany pogody (np. opady śniegu w pełni sezonu wegetacyjnego roślin);
- znacznie silniejsza niż na nizinach insolacja;
- silne wiatry, w tym wiatry halne;
- gruba pokrywa śnieżna;
- lawiny śnieżne i kamienne.

Czynniki klimatyczne powodują, że flora Tatr znacznie różni się od flory nizinnej. Niektóre z występujących na nizinach gatunków zdołały zaaklimatyzować się do warunków górskich i spotykane są także w wyższych partiach. Wielu gatunków pospolitych na nizinach nie spotyka się w Tatrach wcale, zaś niektóre rzadko spotykane na nizinach czują się dobrze w górskim klimacie i są pospolite. Istnieje również grupa gatunków występujących tylko w górach. Niektóre z nich to endemity karpackie (występujące wyłącznie w Karpatach) lub subendemity karpackie (poza Karpatami mają tylko nieliczne stanowiska). Spora część gatunków to rośliny tatrzańskie – w Polsce Tatry są jedynym miejscem ich występowania (czasami tylko niektóre z nich są okresowo zawlekane w inne miejsca lub mają pojedyncze stanowiska poza Tatrami). Wśród nich kilka gatunków to endemity tatrzańskie – poza Tatrami nie występują nigdzie na świecie.

## Swoiste cechy roślinności tatrzańskiej
Rośliny tatrzańskie, zwłaszcza te rosnące w wyższych partiach, muszą zmagać się z warunkami niekorzystnymi dla wegetacji roślinnej. Roślinność Tatr wykształciła wiele przystosowań do tych warunków życia i wykazuje wiele swoistych cech:
- Rozwinięty jest piętrowy układ roślinności charakterystyczny dla Karpat. Granice pięter roślinności przebiegają w Tatrach wyżej niż na Babiej Górze lub w Sudetach.
- W wyższych partiach gór występują rośliny w specyficzny sposób przystosowane do trudnych wysokogórskich warunków życia poprzez formę wzrostu:
  - karłowatość, która jest zarówno skutkiem surowych warunków ograniczających wzrost, jak i przystosowaniem do tych warunków – niskie, płożące się przy ziemi rośliny lepiej wykorzystują jej ciepło, lepiej chronione są przed huraganowymi wiatrami, a warstwa śniegu chroni je przed silnymi mrozami, mniej też tracą wody przy intensywnym nasłonecznieniu na suchych stokach;
  - tzw. krzewinki szpalerowe – drobne krzewinki o zdrewniałych, silnie przylegających do ziemi, płożących się łodygach. Należy do nich np. wierzba alpejska, wierzba zielna, wierzba żyłkowana, dębik ośmiopłatkowy.
  - posiadające postać roślin poduszkowych. Typowymi ich przedstawicielami są: lepnica bezłodygowa, mokrzyca rozchodnikowata, skalnica seledynowa, skalnica tatrzańska.
  - tworzące darnie – rośliny darniowe, do których należą m.in.: goździk wczesny, rogownica szerokolistna, rogownica jednokwiatowa, skalnica nakrapiana, rogownica wełnista.
  - duża liczba roślin różyczkowych, do których należy np. pierwiosnek łyszczak, rojnik górski, urdzik karpacki i wiele innych; rośliny różyczkowe występują również na nizinach, jednak w Tatrach ich procentowy udział jest znacznie większy.
- Występowanie roślin magazynujących wodę w mięsistych liściach, jak np. rojnik górski, skalnica gronkowa.
- Występowanie roślin żyworodnych: wiechlina alpejska, skalnica karpacka, skalnica zwisła. Jest to tzw. „pseudożyworodność”; umożliwia ona tym roślinom wydanie nowego pokolenia w czasie bardzo krótkiego sezonu wegetacyjnego.
- Zmniejszająca się wraz z wysokością liczba roślin jednorocznych na korzyść roślin wieloletnich. Przy bardzo krótkim na dużych wysokościach sezonie wegetacyjnym, rośliny wieloletnie mogą rozłożyć swój rozwój na kilka okresów. O ile u podnóża Tatr rośliny jednoroczne stanowią 16% wszystkich gatunków, to na wysokości 2000 m n.p.m. jest to zaledwie 2%, a powyżej 2300 m n.p.m. w ogóle ich brak.
- Wiele gatunków roślin pokrytych jest kutnerem, woskiem lub są silnie owłosione. Jest to forma obrony zarówno przed niskimi, jak i wysokimi temperaturami.
- Rośliny tatrzańskie cechuje przeważnie wytwarzanie bardzo barwnych kwiatów, dużych w stosunku do wielkości rośliny (np. liczne gatunki goryczek, tojad i in.), często silnie pachnących. Jest to przystosowanie do owadopylności. W górach owadów jest mniej, a przy tym pogoda często uniemożliwia im oblot kwiatów. Rośliny wysokogórskie muszą więc zwabiać je bardziej skutecznie, niż te na nizinach.
- Zmieniający się w niedużych odległościach skład gatunkowy roślin. Inne gatunki roślin rosną na podłożu granitowym, a inne na wapieniu. Znacznie zmienia się skład gatunkowy roślin także wraz ze zmianą wysokości.

## Zróżnicowanie geobotaniczne Tatr
Tatry WysokieZbudowane są głównie z granitów (część wschodnia i południowa) i obejmują najwyższe szczyty Tatr. Skały wapienne występują jedynie w części północno-zachodniej (rejon Gęsiej Szyi, Kop Sołtysich, Szerokiej Jaworzyńskiej). Tylko tutaj występuje piętro turniowe. Górna granica lasu osiąga tu maksymalną wysokość – średnio 1570 m n.p.m., a wyjątkowo dochodzi do 1650 m. W jej górnej granicy występuje limba i naturalne stanowiska modrzewia, szczególnie obficie po południowej stronie Tatr. W obrębie Tatr tylko w Tatrach Wysokich występują takie gatunki roślin jak: rogownica jednokwiatowa, jaskier karłowaty, rzeżuszka alpejska (odmiana granitolubna), skalnica odgiętolistna, zimoziół północny oraz cały szereg innych gatunków roślin znanych tylko z pojedynczych stanowisk.
Tatry BielskieZnajdujące się na północno-wschodnim końcu Tatr (tylko na Słowacji, poza granicami Polski). Zbudowane są prawie wyłącznie ze skał osadowych, głównie z wapieni. W obrębie Tatr tylko tu występują: pierwiosnka długokwiatowa, przymiotno attyckie, pszonak Wahlenberga, traganek groszkowaty. Główny obszar swojego występowania mają tutaj takie rośliny jak: ostrołódka Hallera, posłonek alpejski, traganek alpejski, bardzo rzadko występuje fiołek alpejski, nie występuje natomiast jarząb nieszpułkowy i mak tatrzański. Z racji swojego wapiennego podłoża i bliskiego sąsiedztwa flora Tatr Bielskich wykazuje duże podobieństwo do flory Pienin.
Tatry ZachodnieZbudowane są częściowo z wapieni i dolomitów, częściowo z gnejsów, granitów, piaskowców, łupków i innych skał. Charakteryzują się rozległymi i dość płaskimi grzbietami, na których występują duże obszary hal. Górna granica lasu przebiega tu średnio na wysokości 1520 m, a w niektórych miejscach (np. w okolicach Sarniej Skały jeszcze dużo niżej. W obrębie Karpat są jedynym miejscem występowania sybaldii rozesłanej, tu mają główny obszar swojego występowania takie rośliny jak: mak tatrzański, rzeżucha trójlistkowa, żywiec dziewięciolistny.
Pasmo Siwego WierchuNajbardziej na zachód wysunięta część Tatr, przez wielu geografów włączana do Tatr Zachodnich. Zbudowana jest z wapieni i niższa od pozostałych części Tatr. Pasmo ma dość dużą odrębność florystyczną. Tylko tu w obszarze Tatr występuje cieciorka pochewkowata, goździk lśniący, pszonak Wittmanna. Swoje centrum występowania ma tutaj rozchodnik biały.

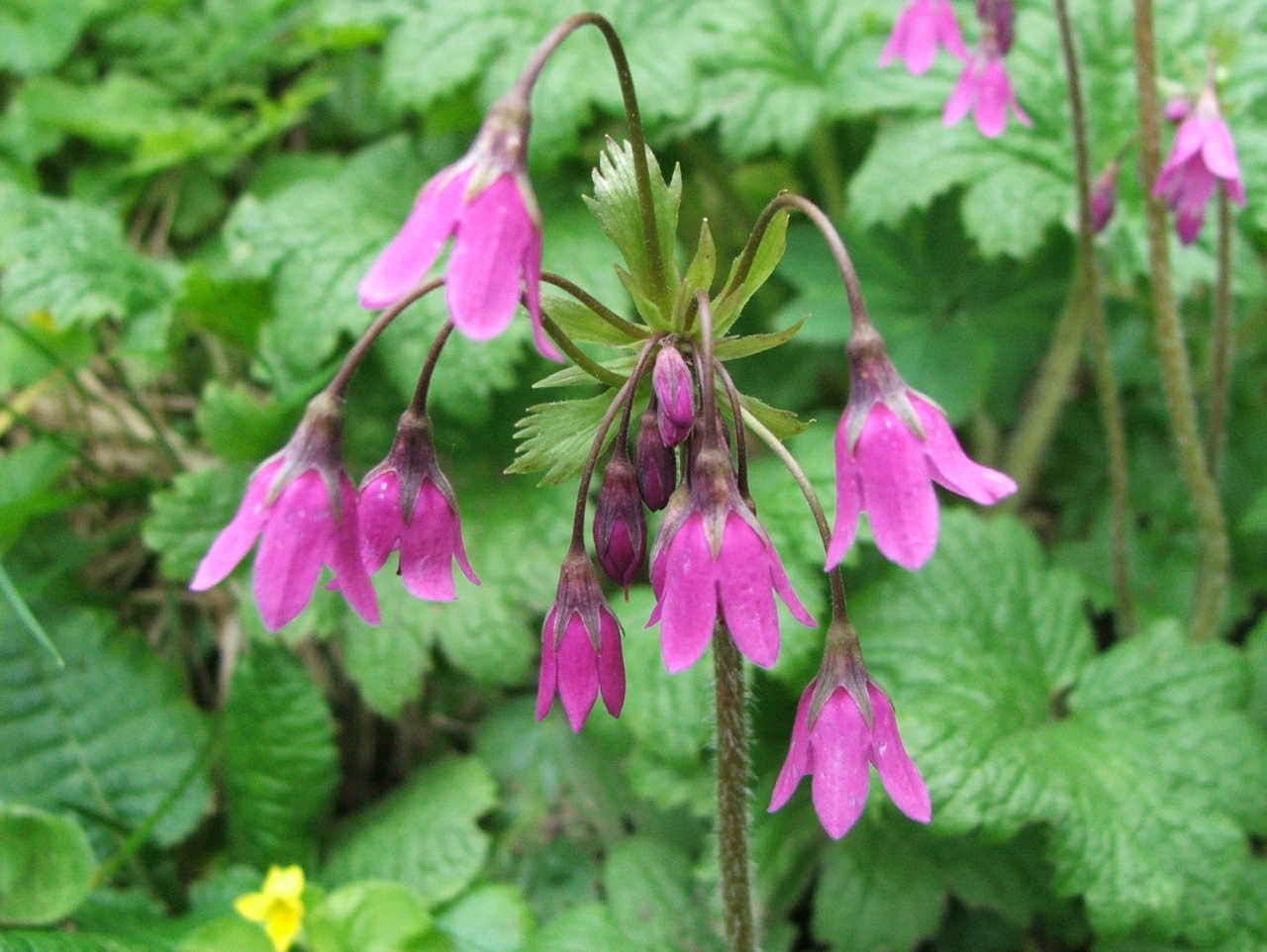
Zarzyczka górska
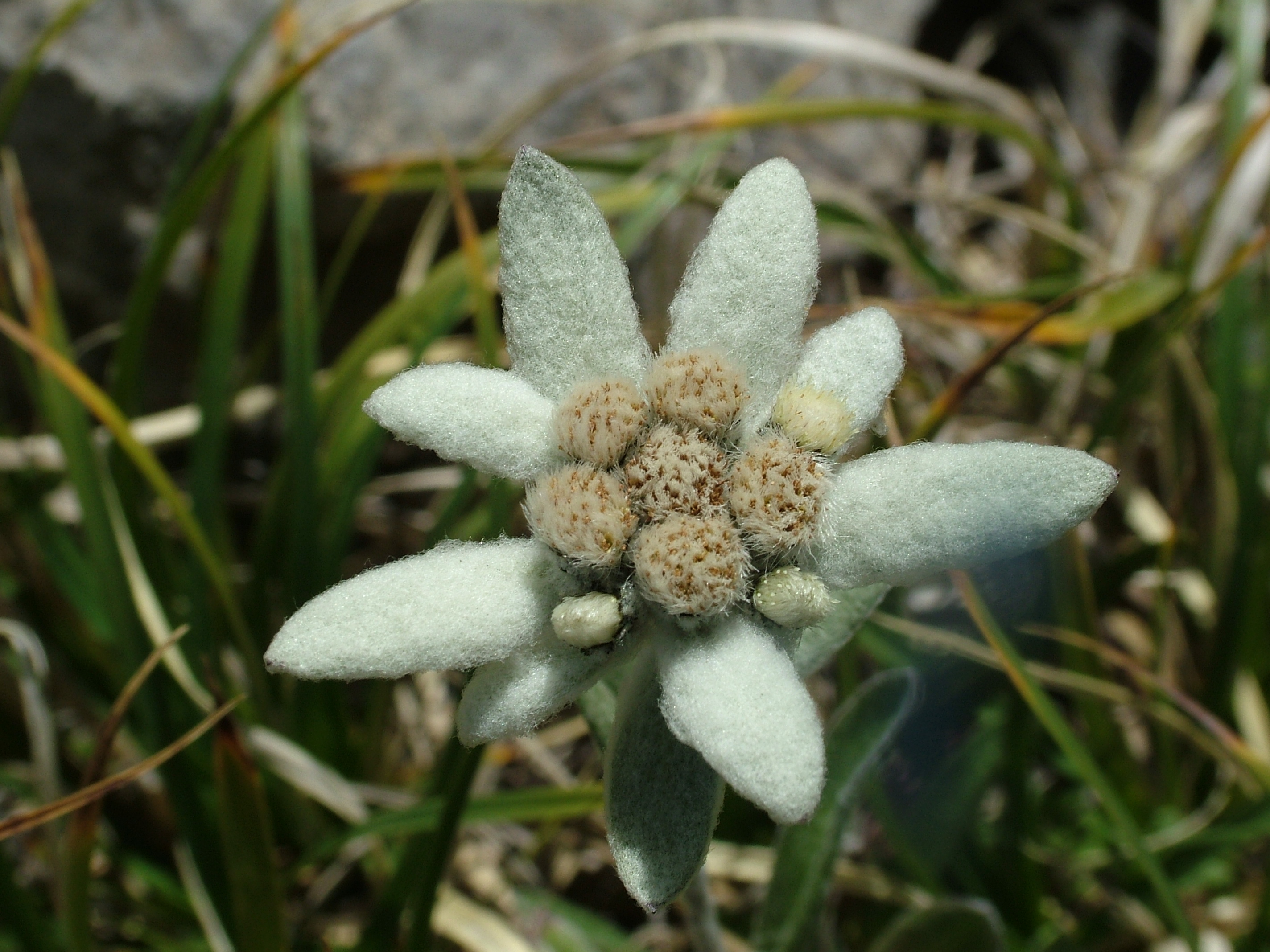
Szarotka alpejska
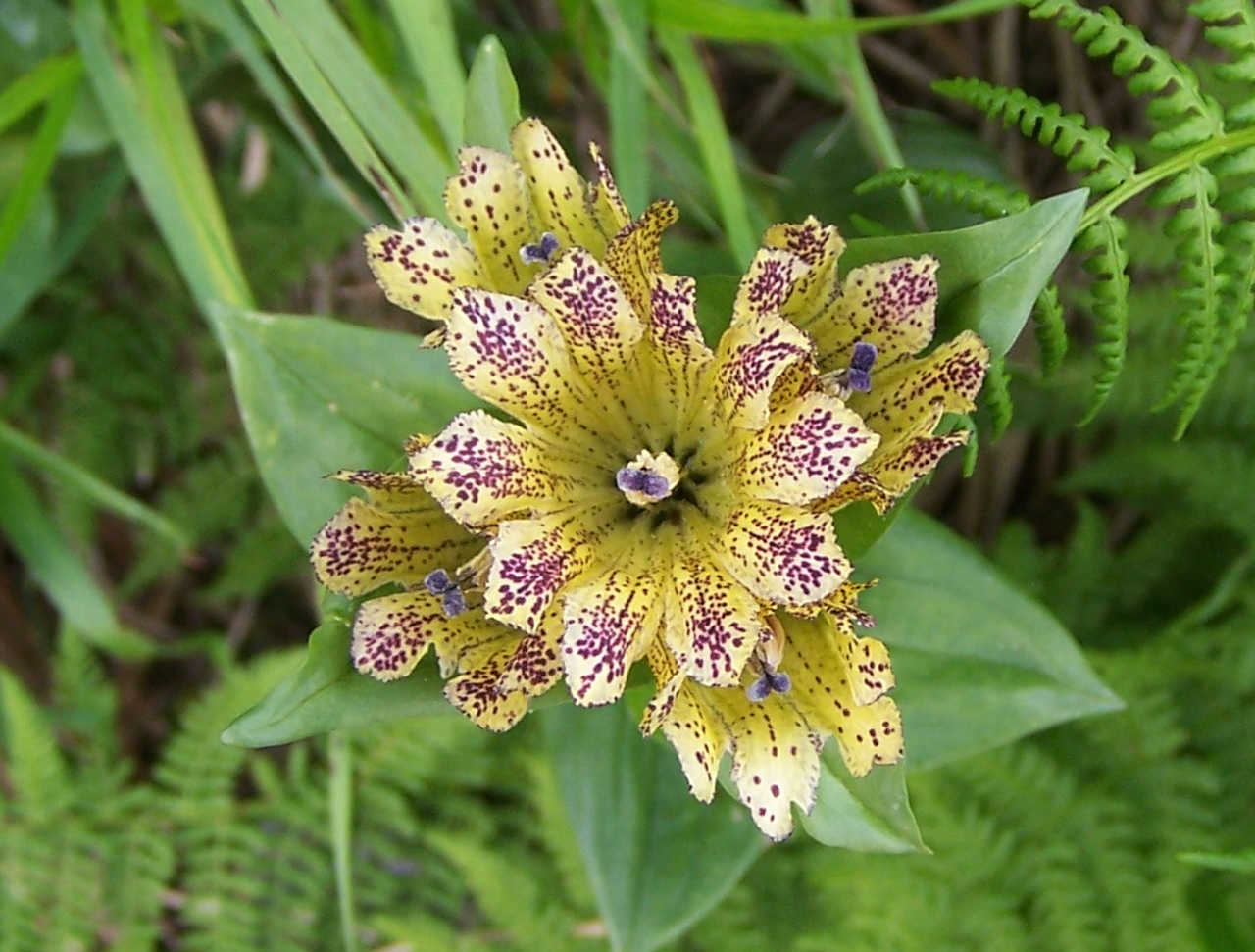
Goryczka kropkowana
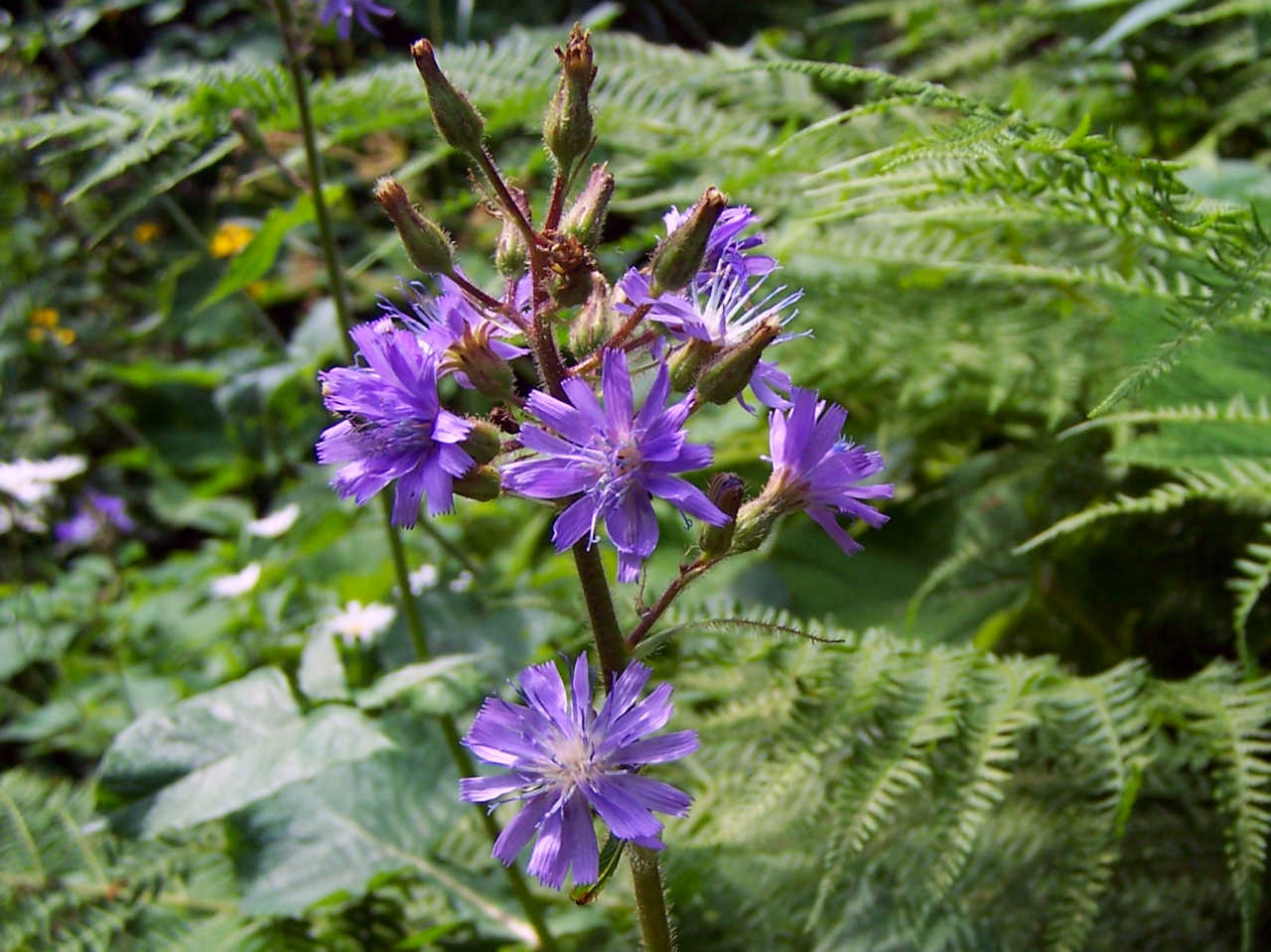
Modrzyk górski
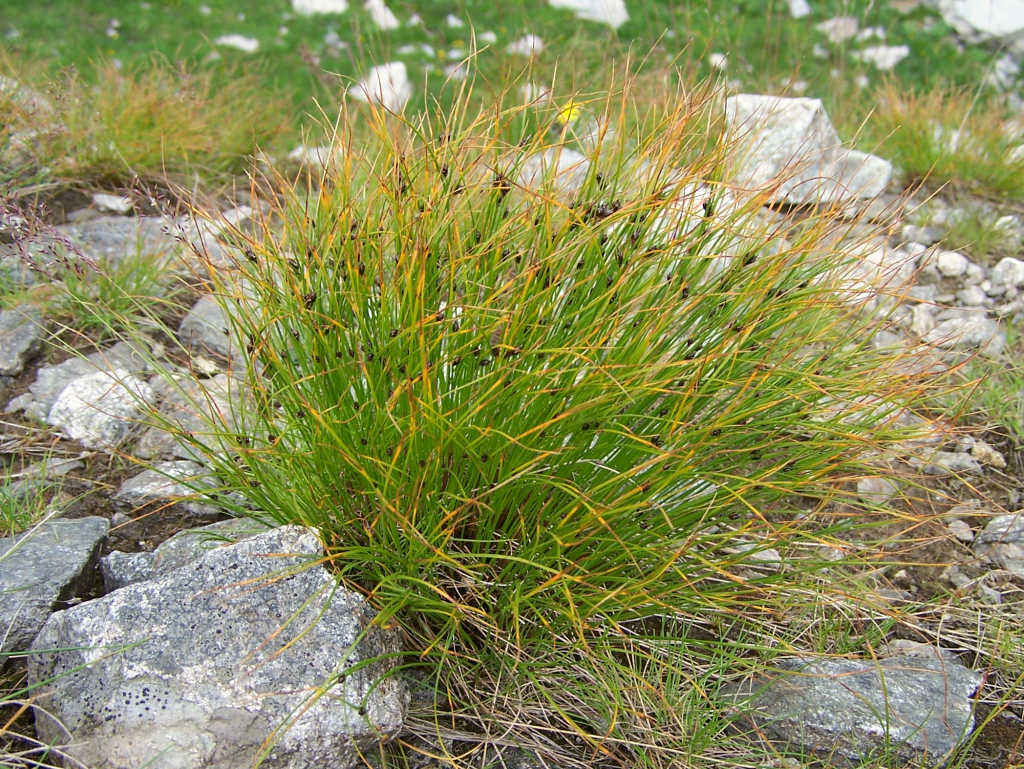
Sit skucina
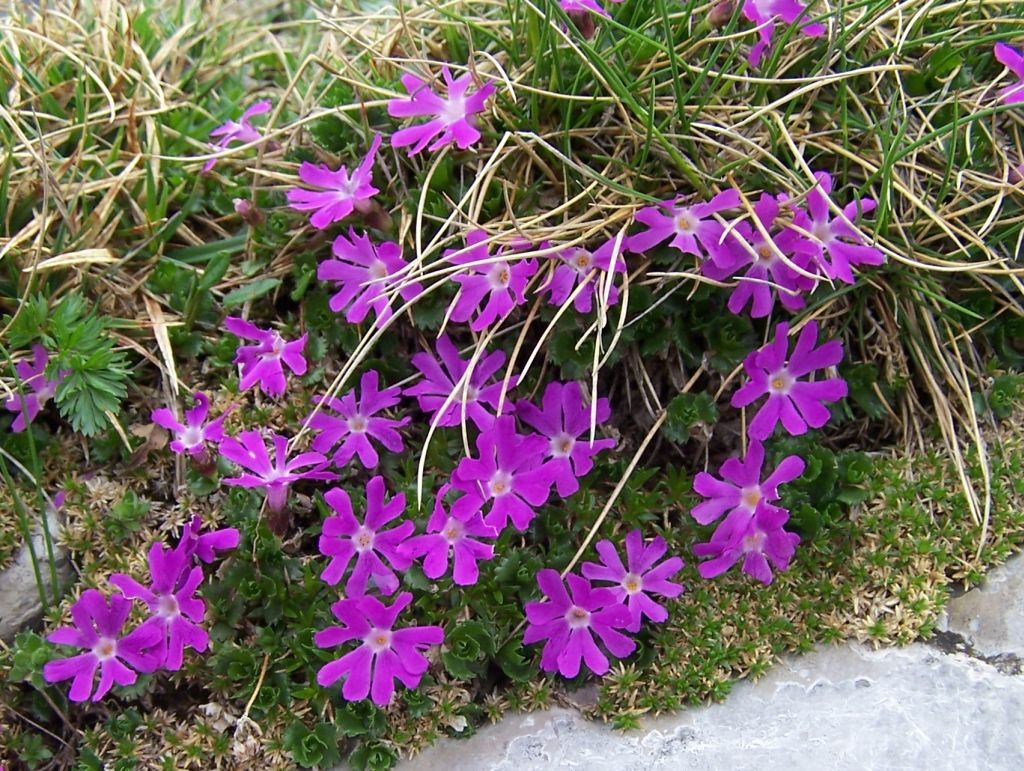
Pierwiosnka maleńka
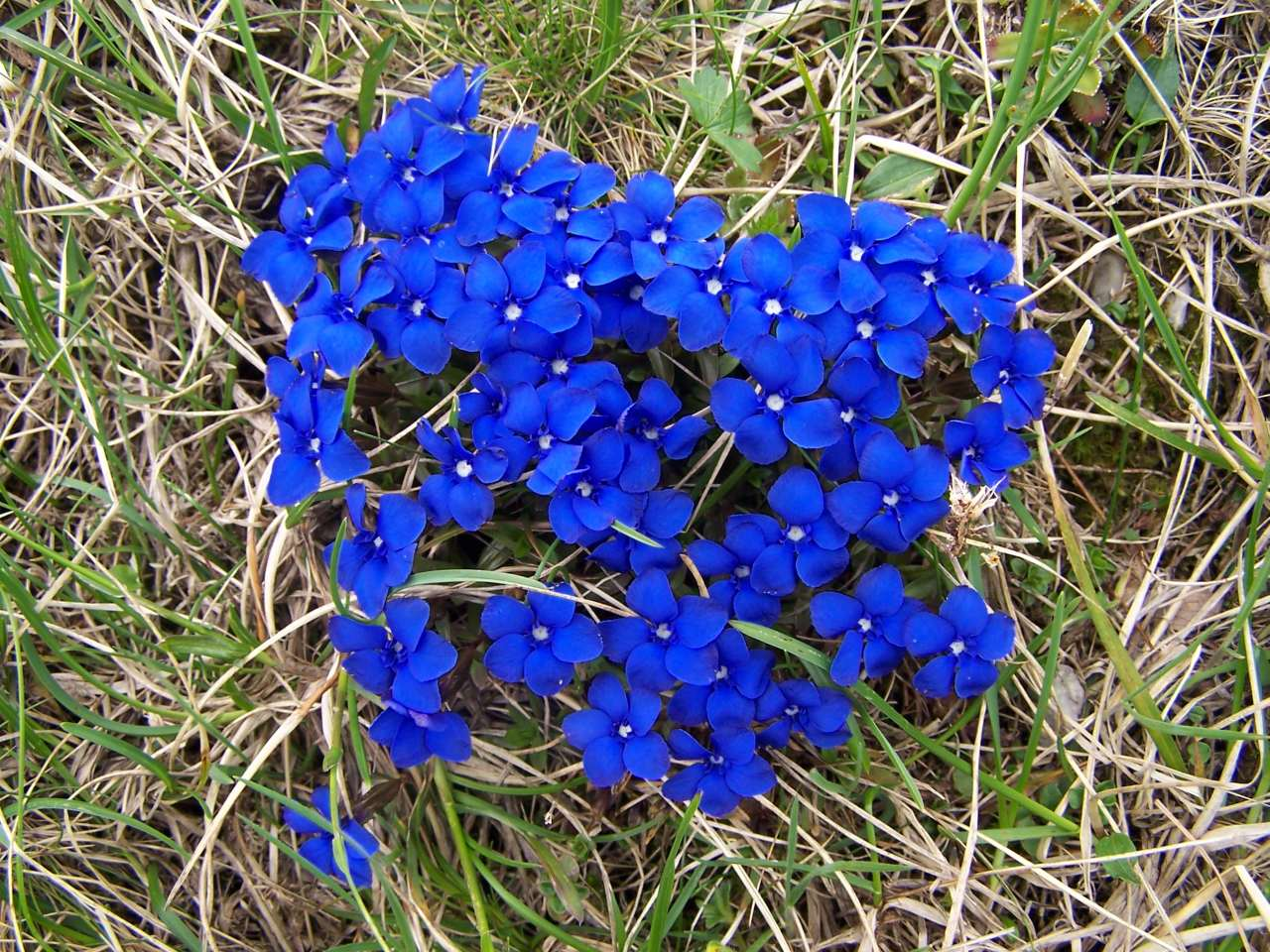
Goryczka wiosenna
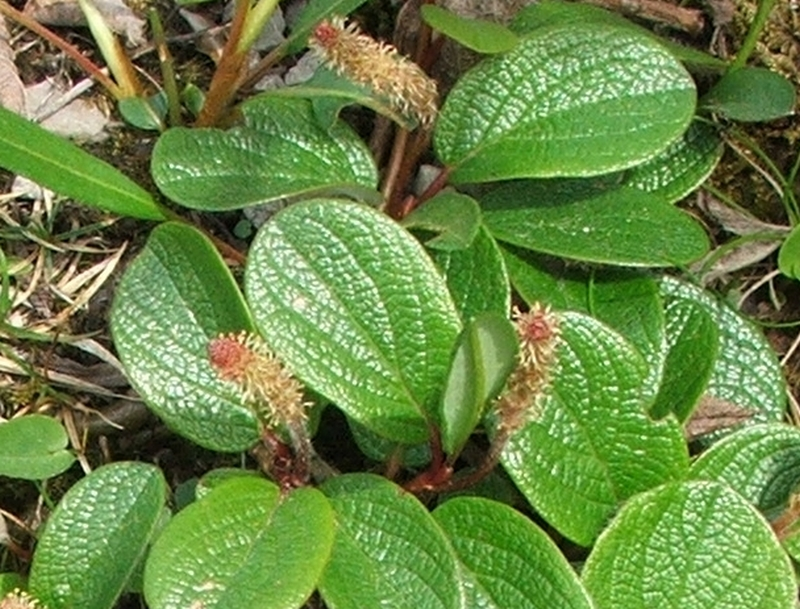
Wierzba żyłkowana
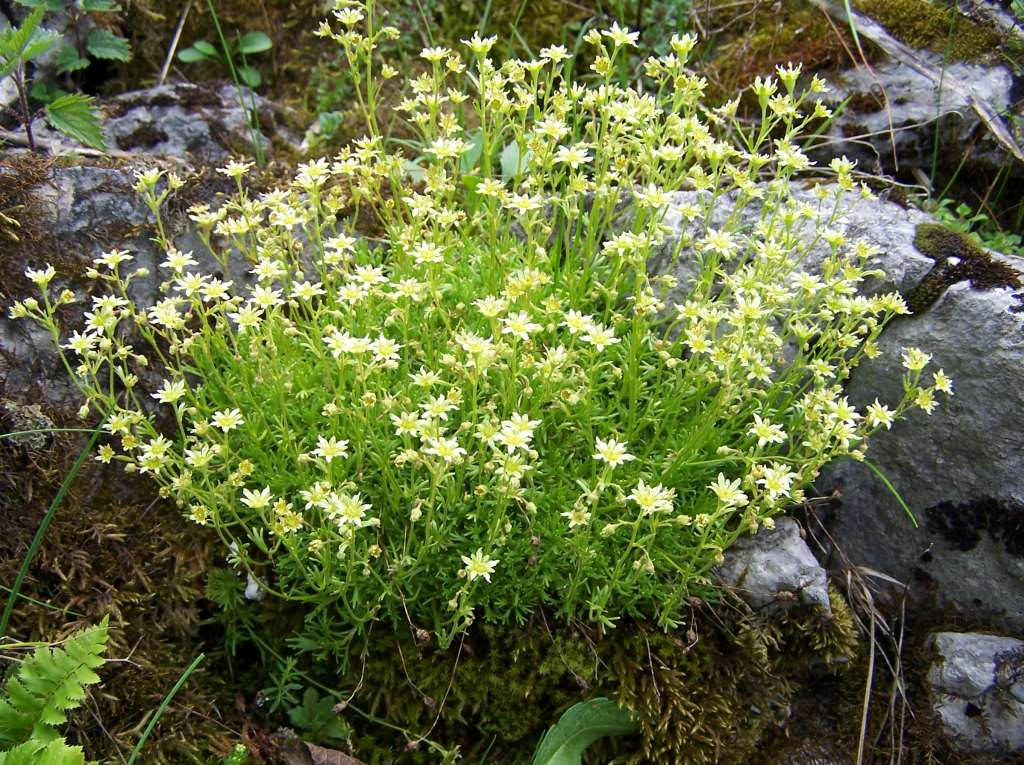
Skalnica darniowa
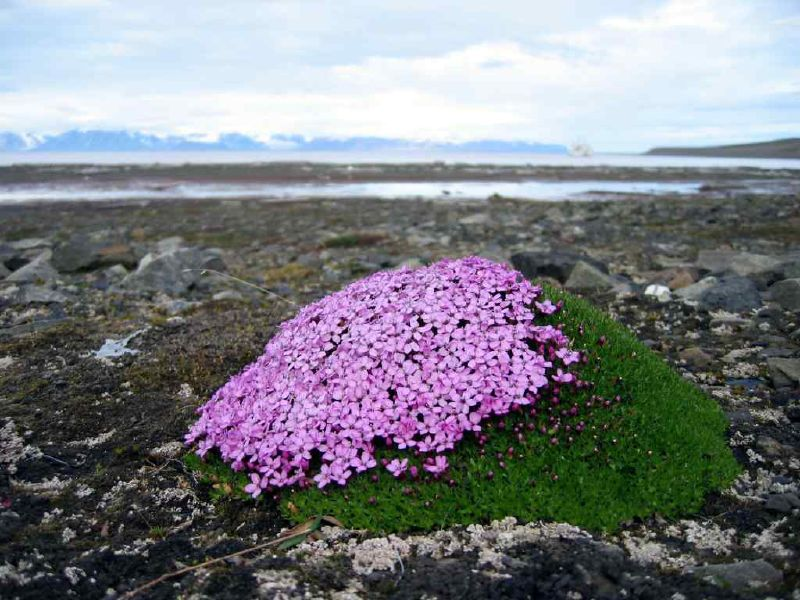
Lepnica bezłodygowa
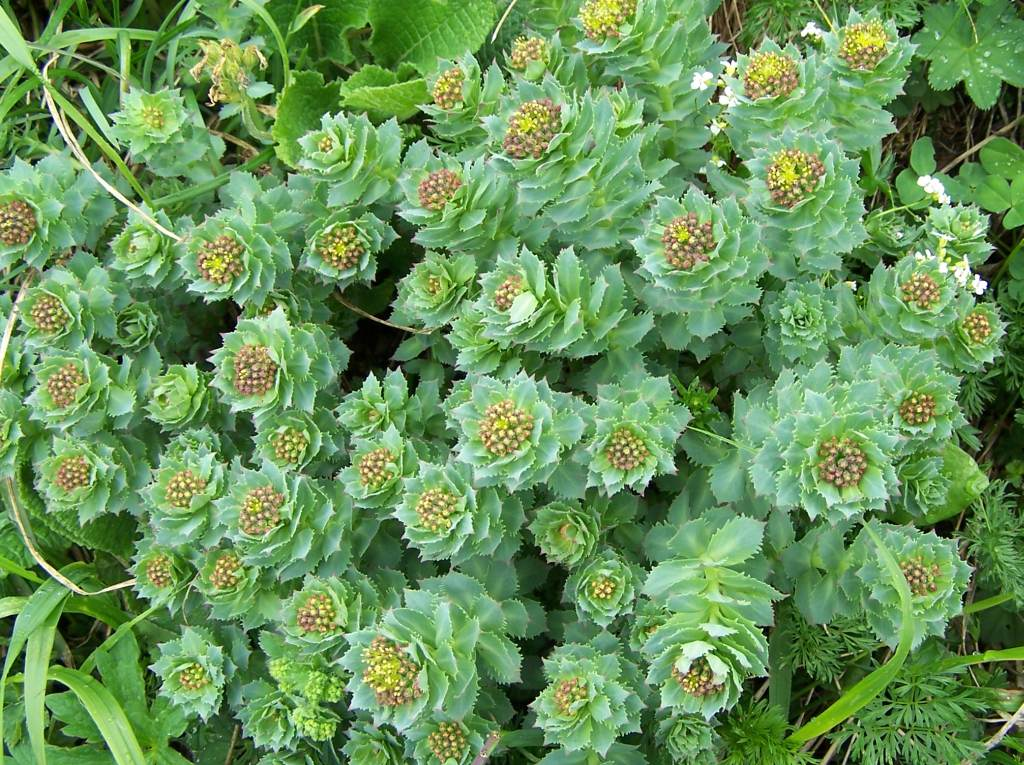
Różeniec górski
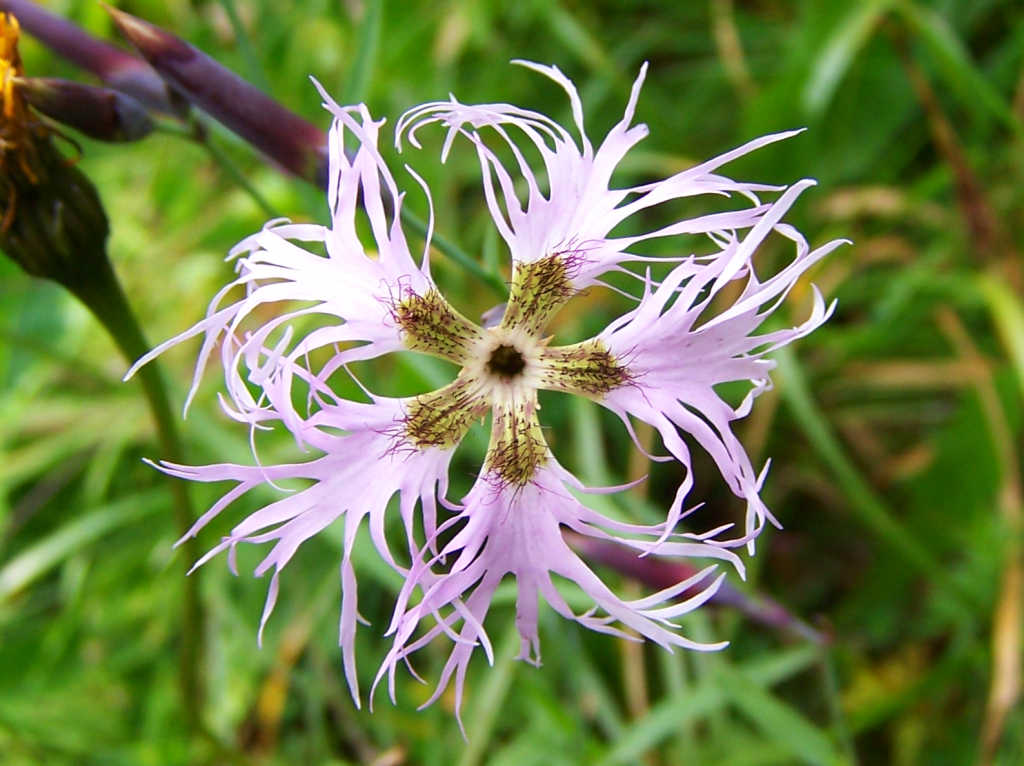
Goździk okazały
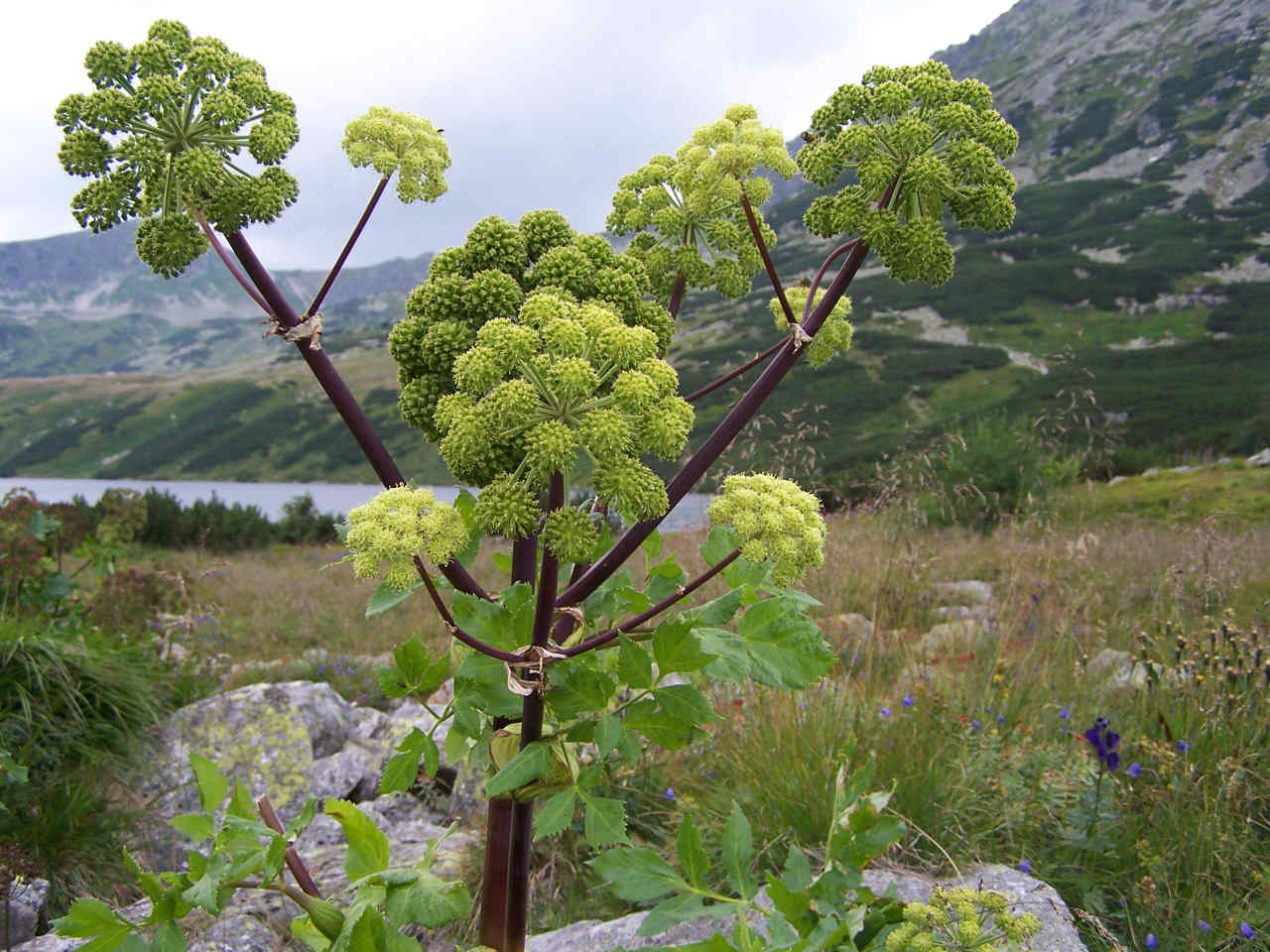
Dzięgiel litwor
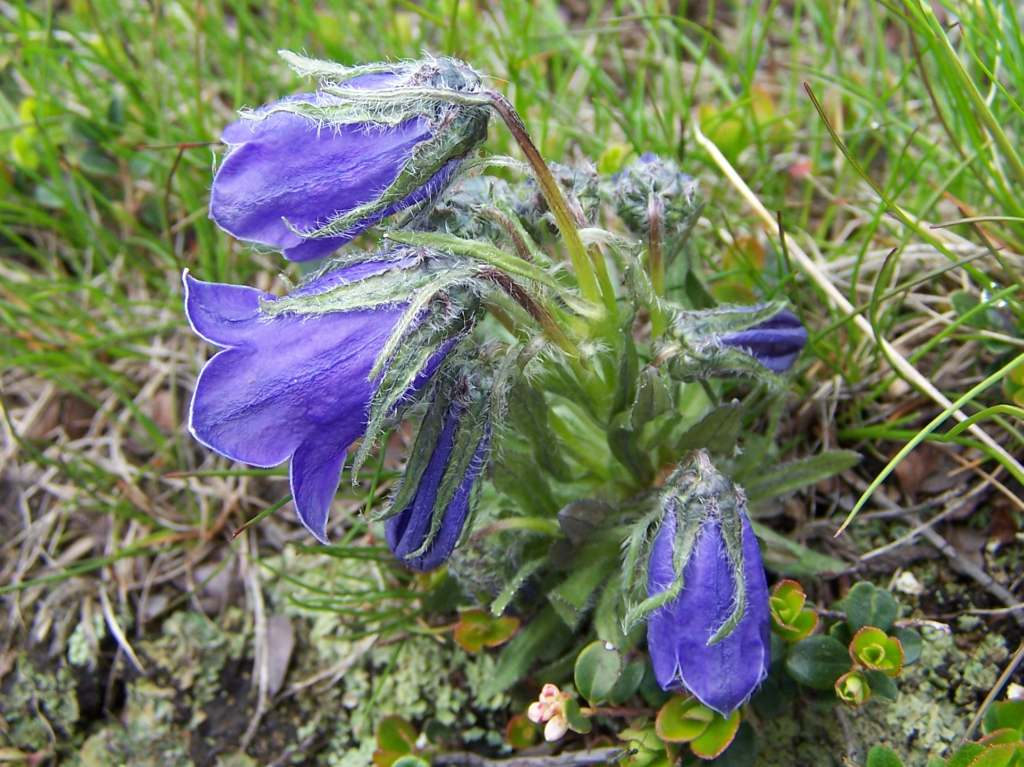
Dzwonek alpejski
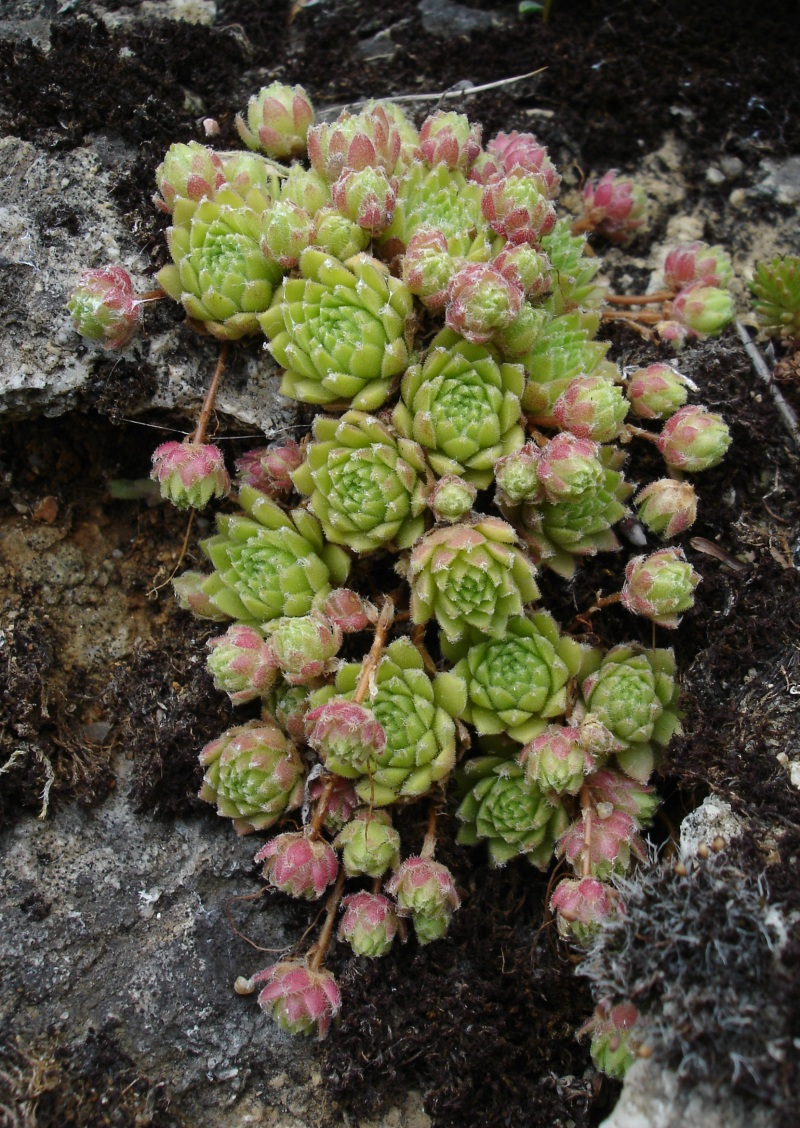
Rojnik górski
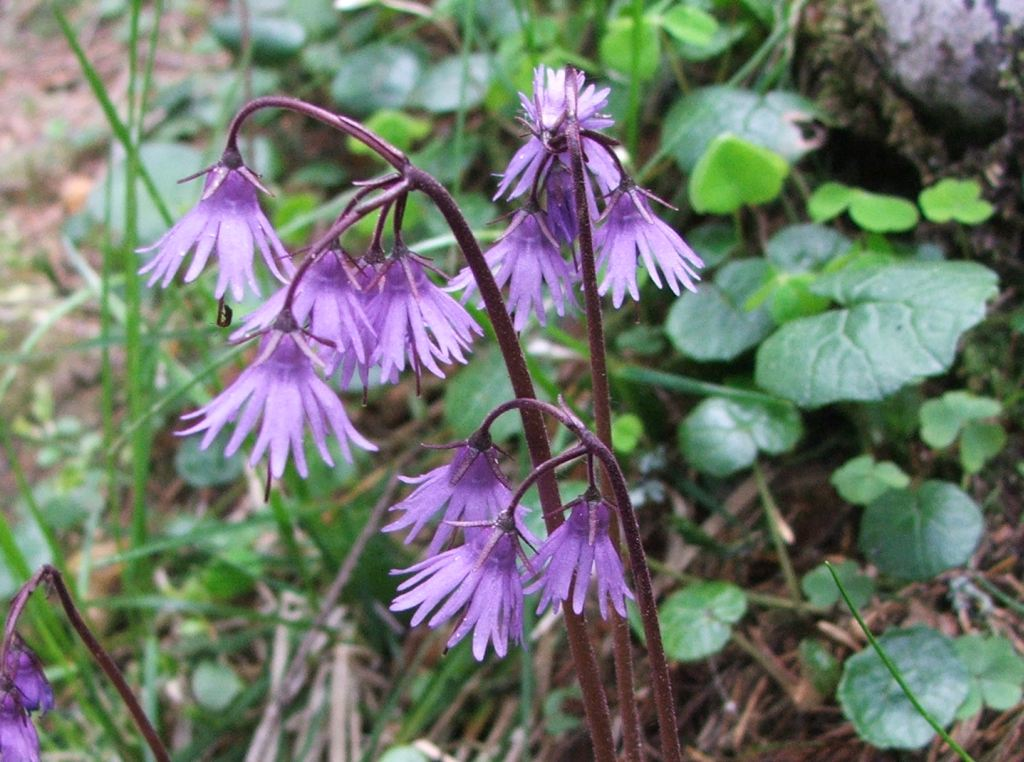
Urdzik karpacki
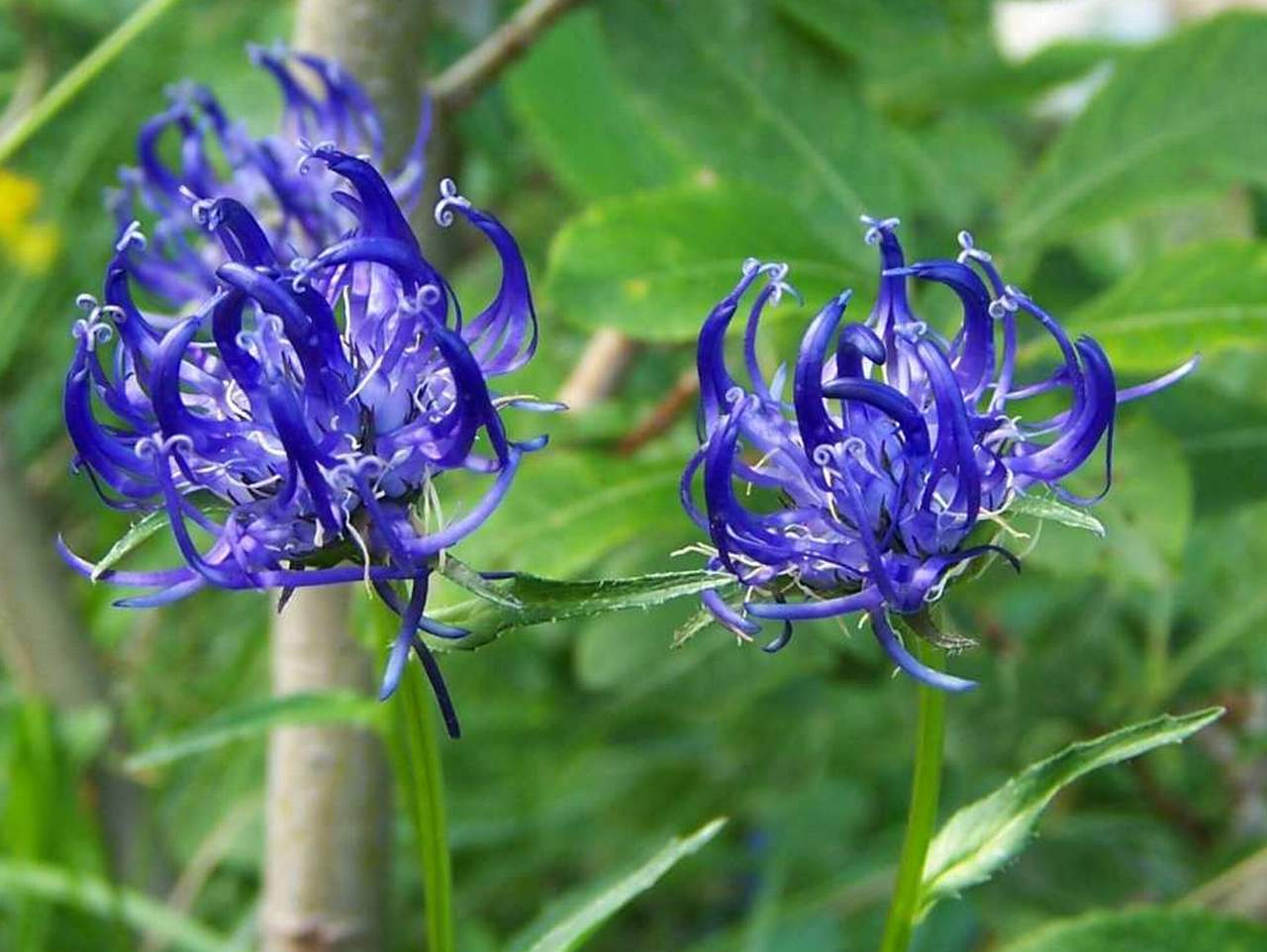
Zerwa kulista
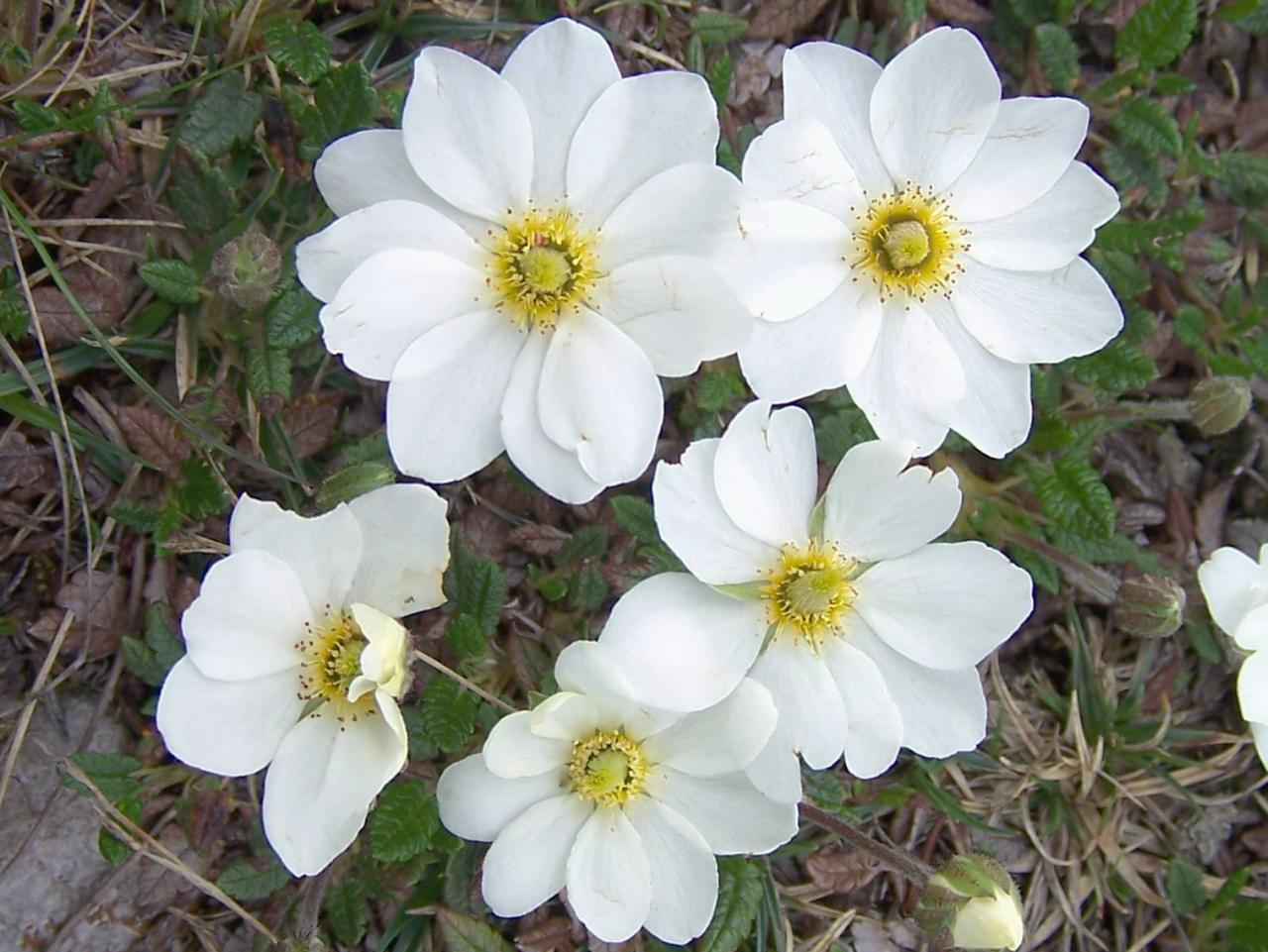
Dębik ośmiopłatkowy
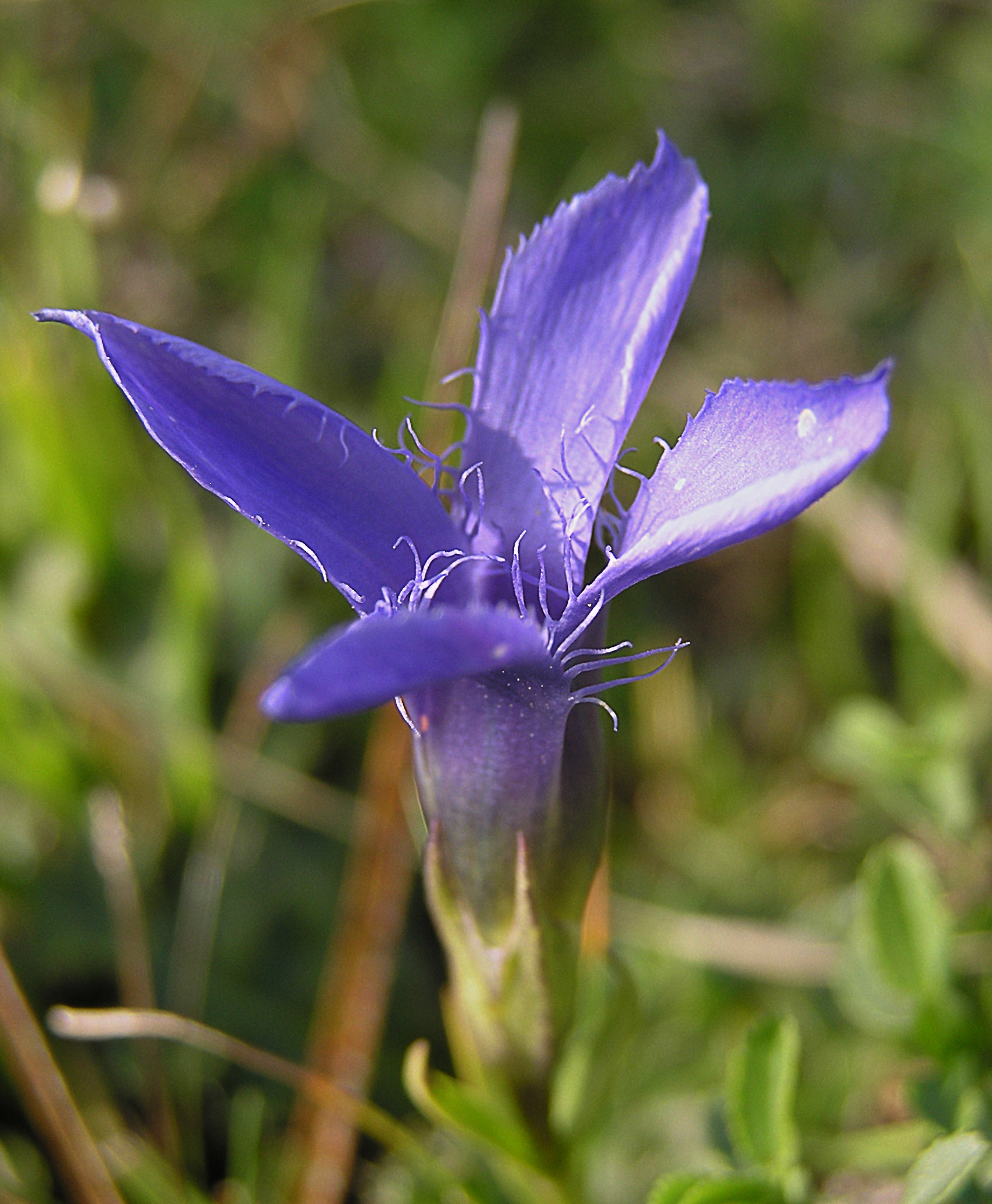
Goryczuszka orzęsiona
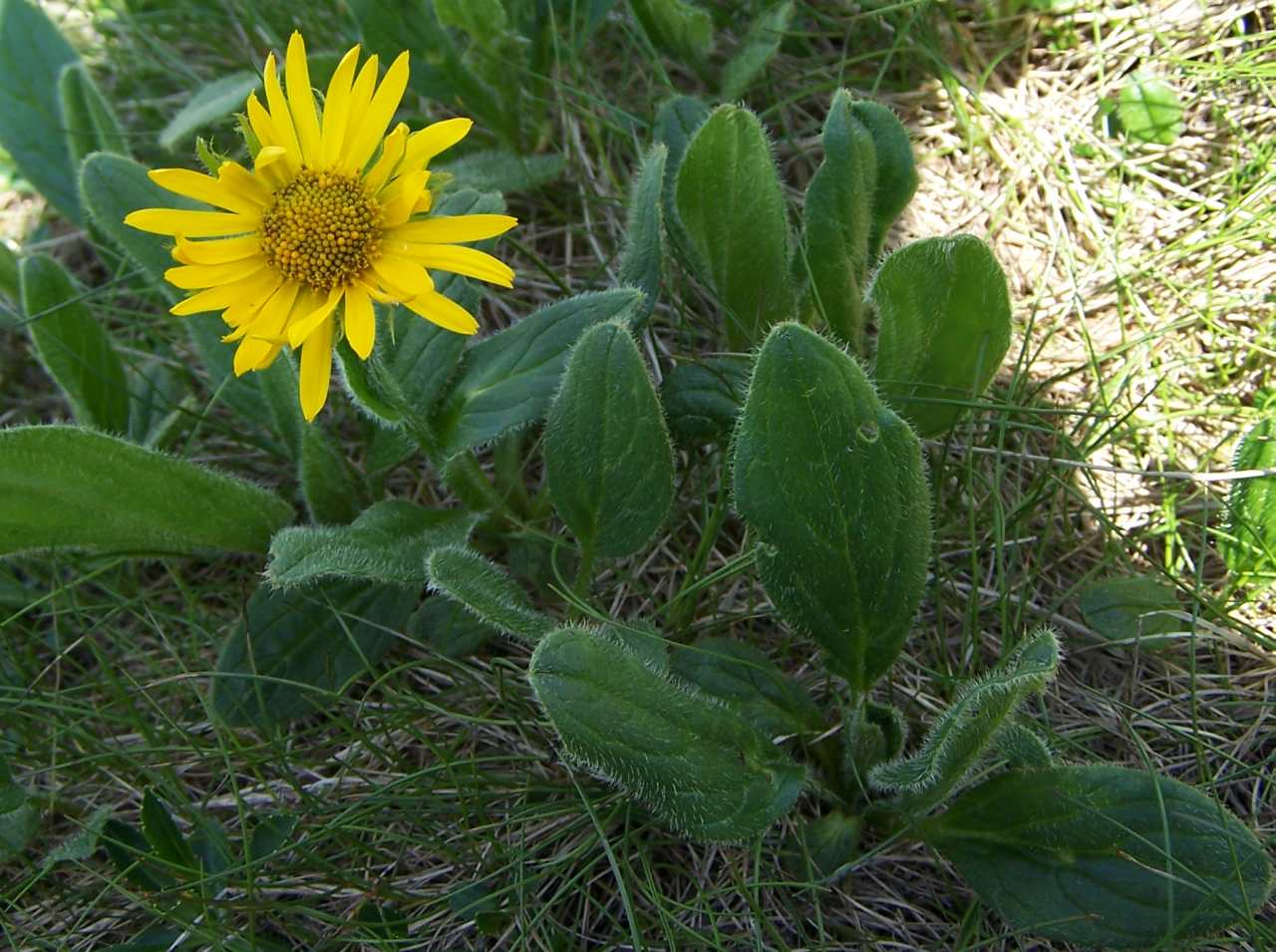
Omieg kozłowiec
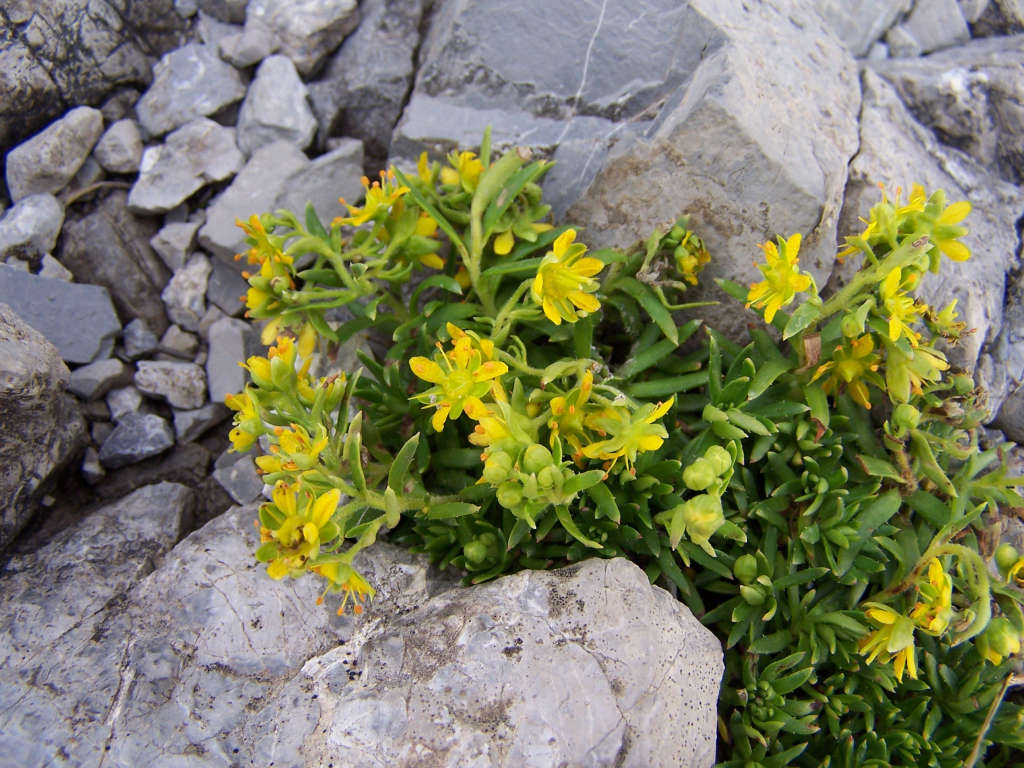
Skalnica nakrapiana
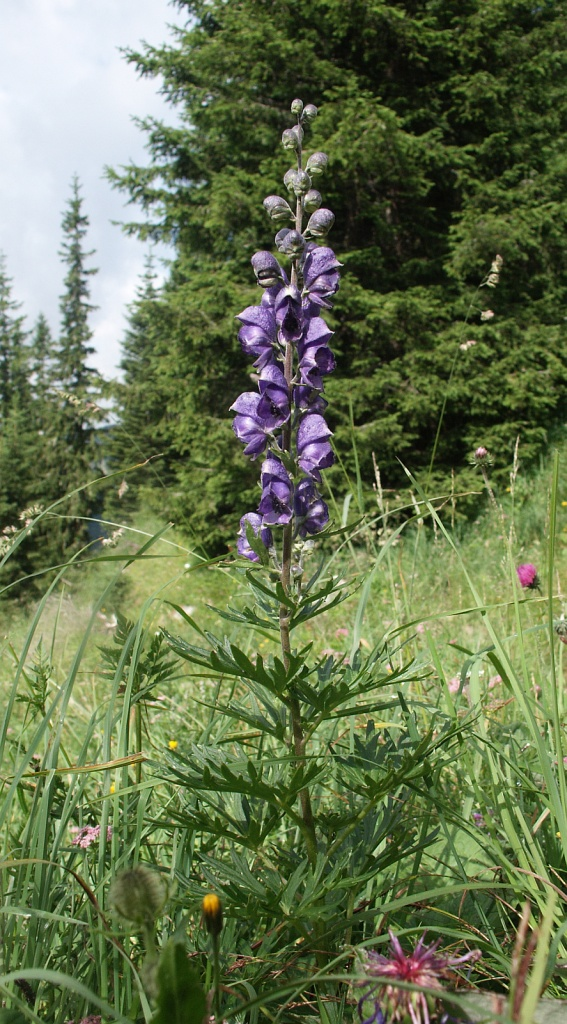
Tojad mocny
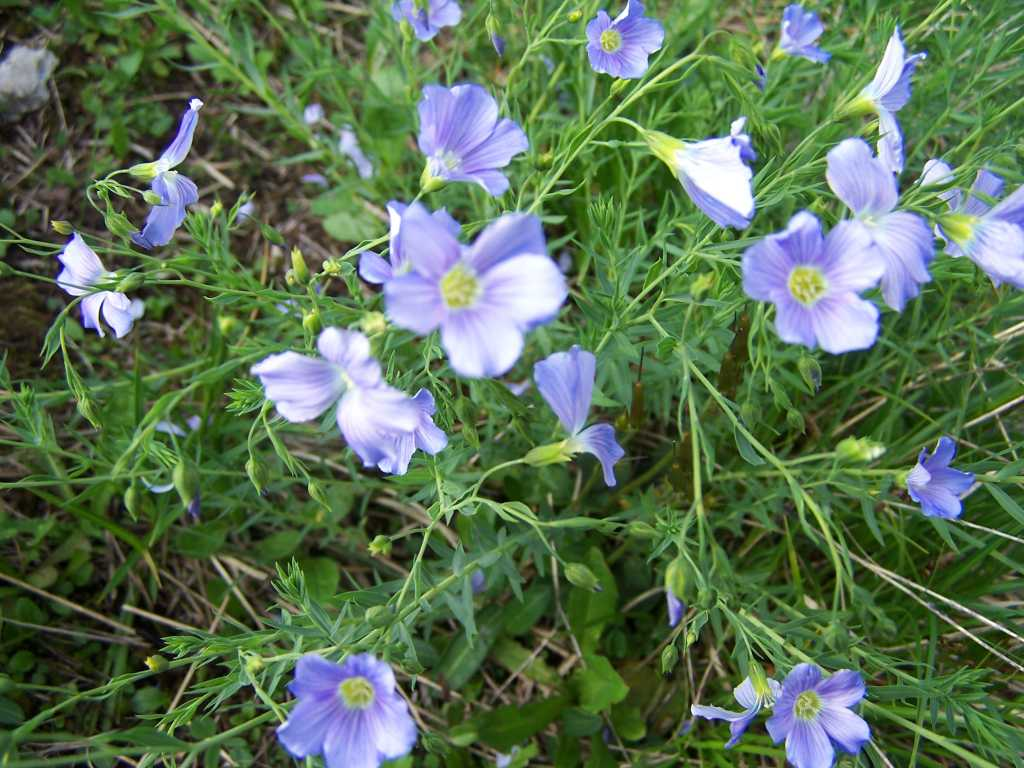
Len karpacki
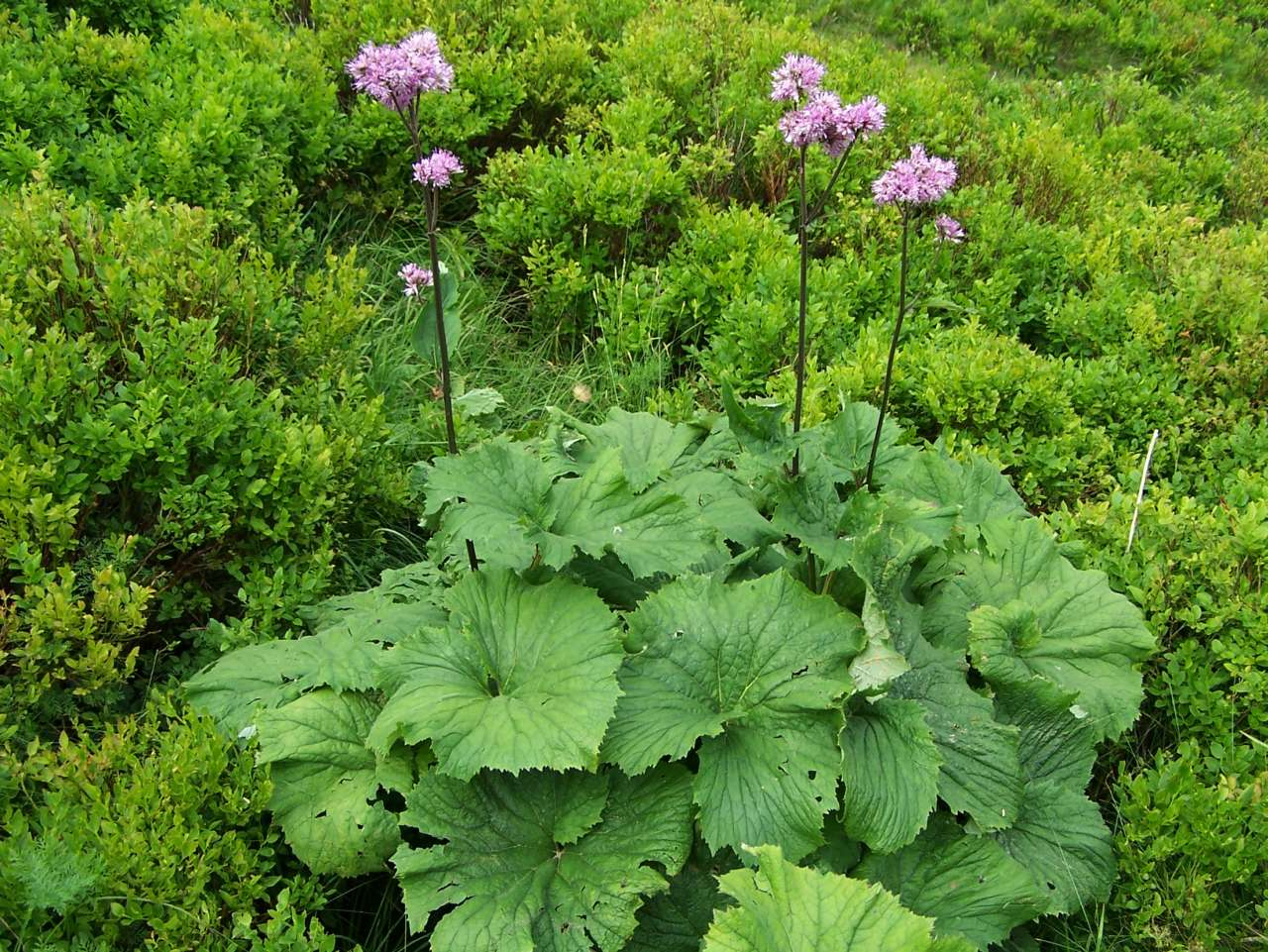
Miłosna górska
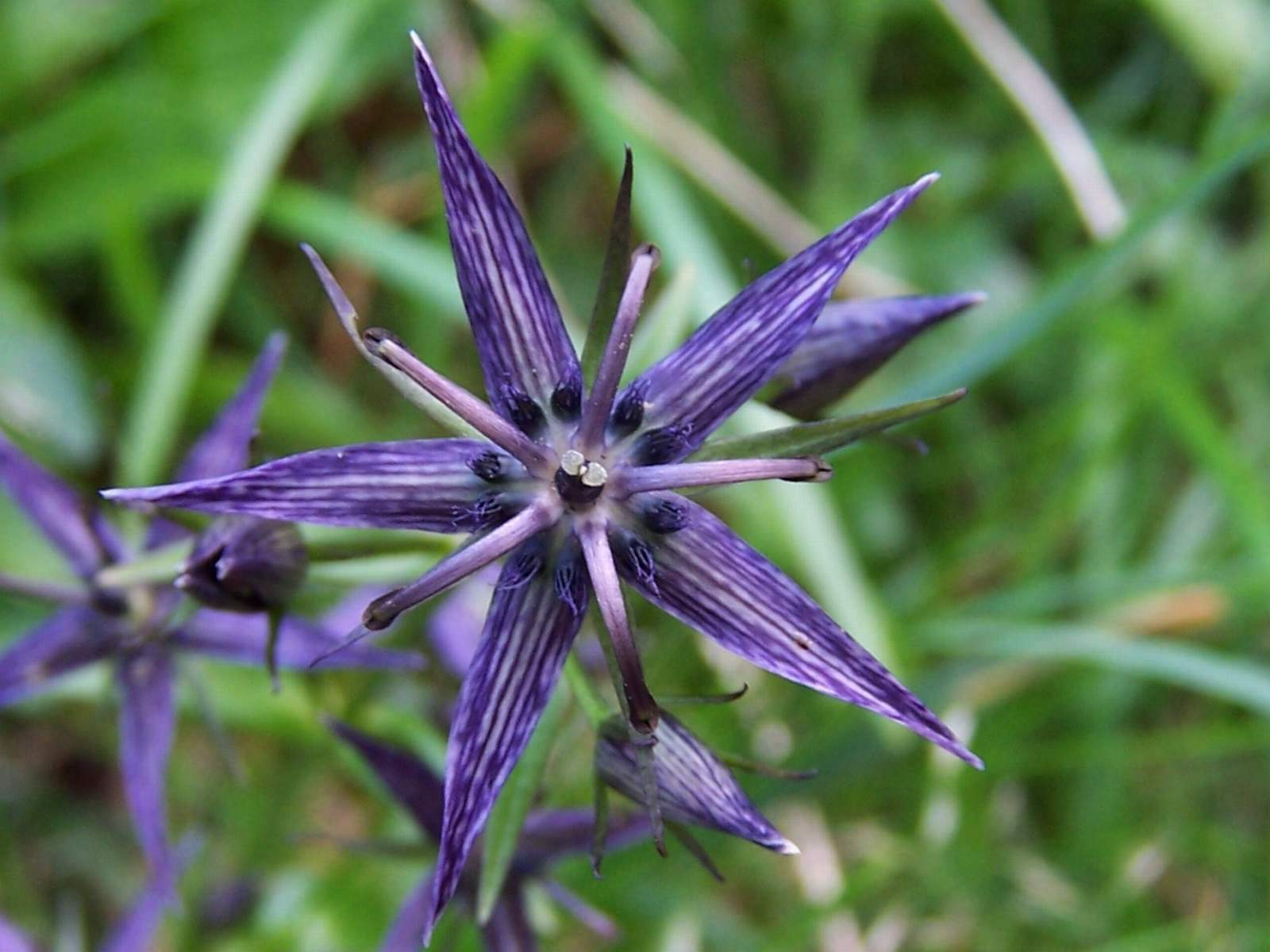
Niebielistka trwała
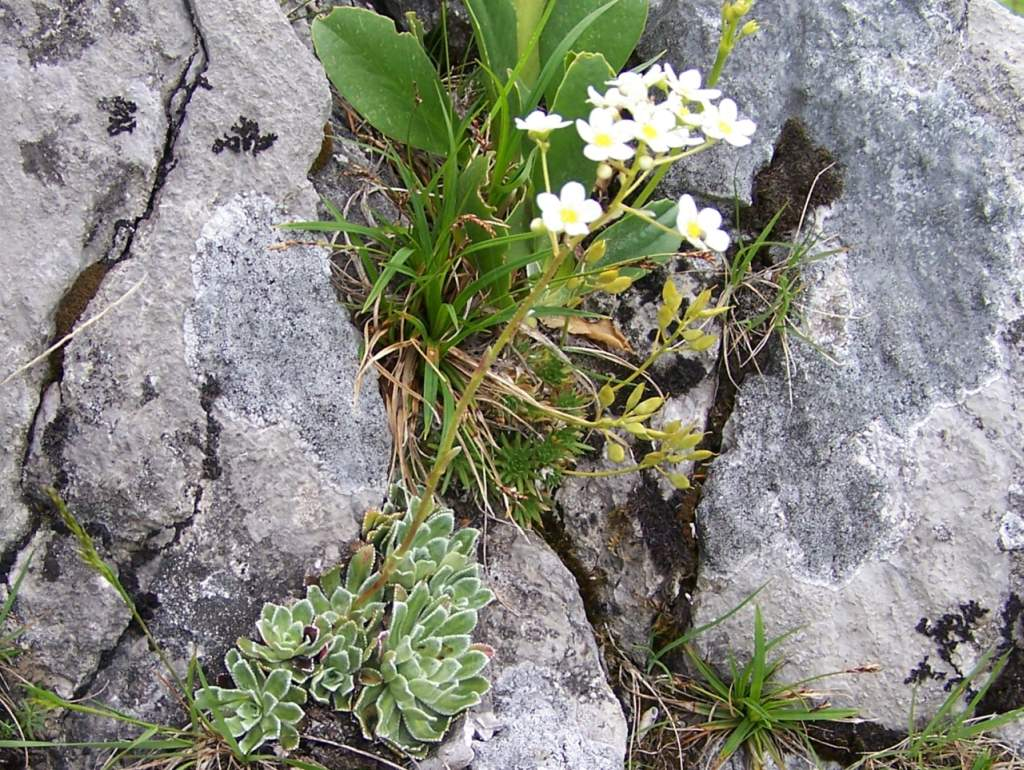
Skalnica gronkowa
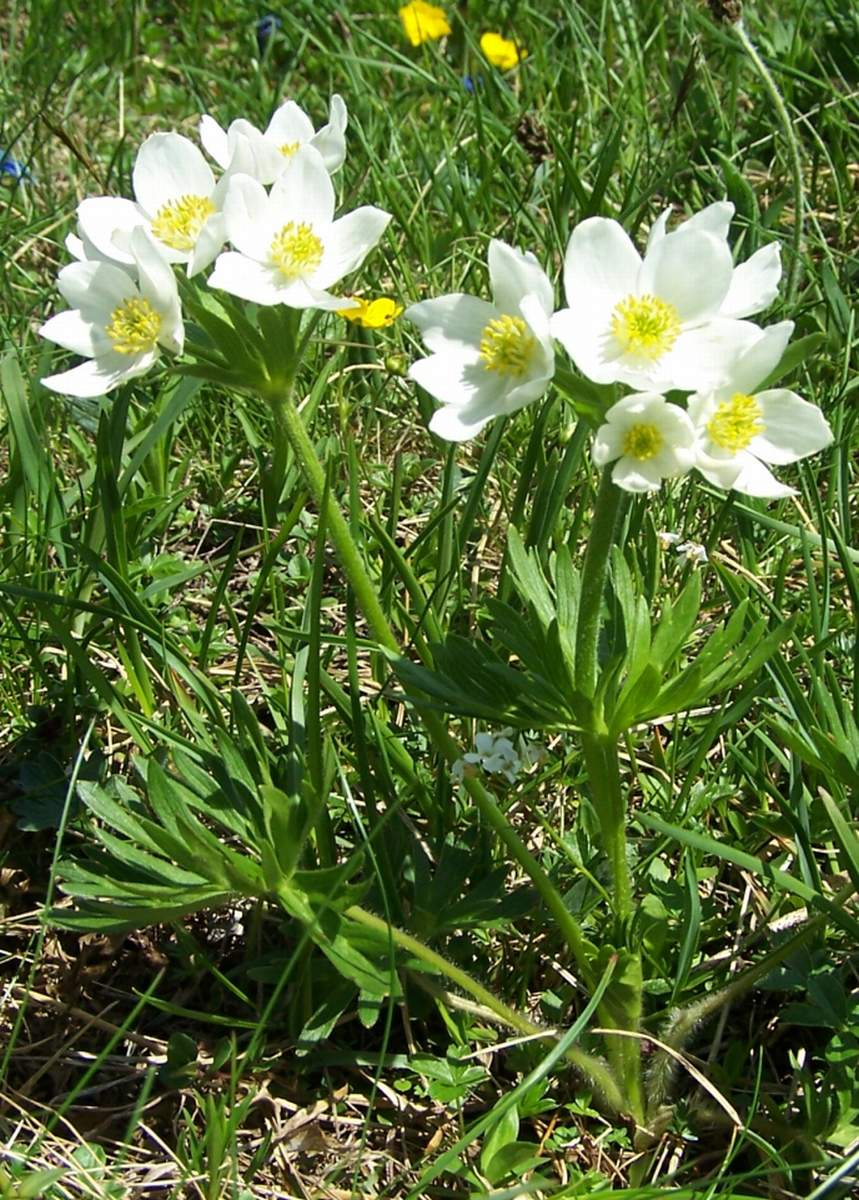
Zawilec narcyzowaty
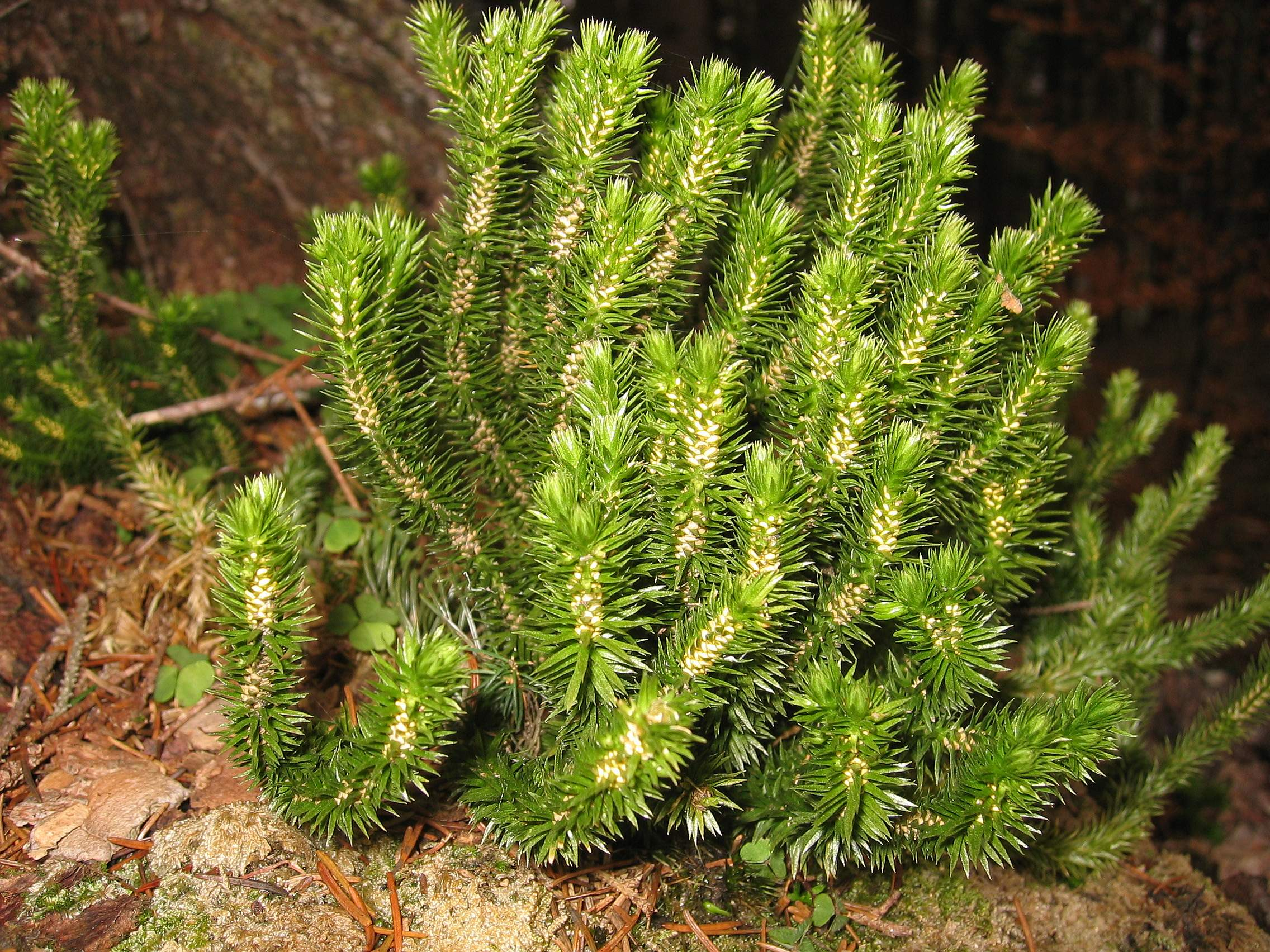
Wroniec widlasty
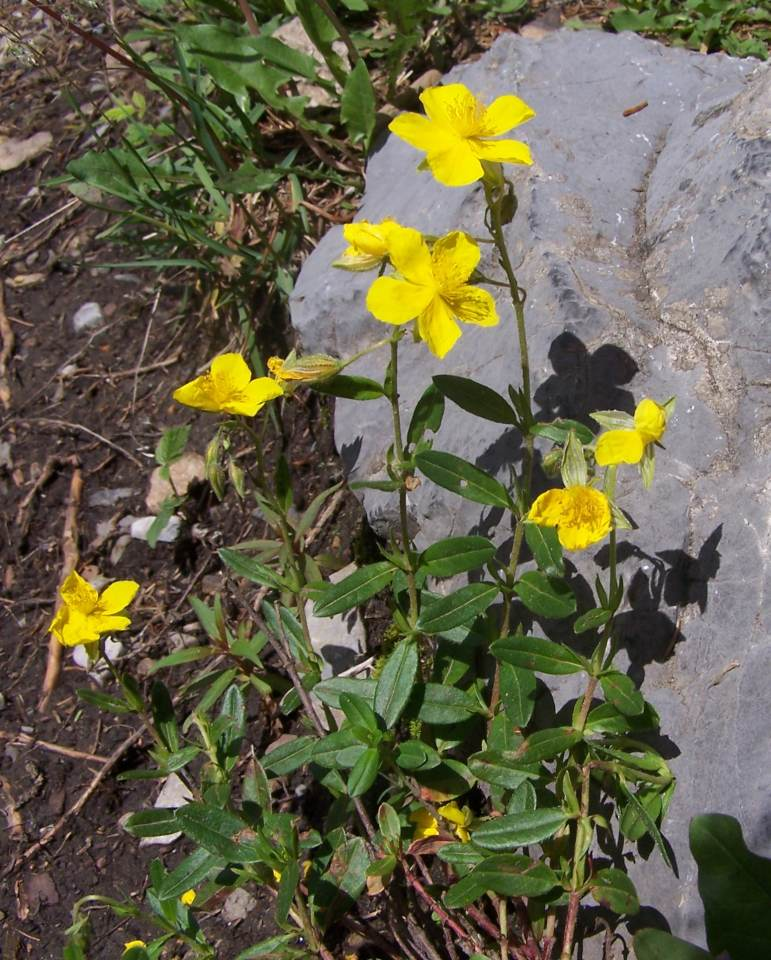
Posłonek rozesłany
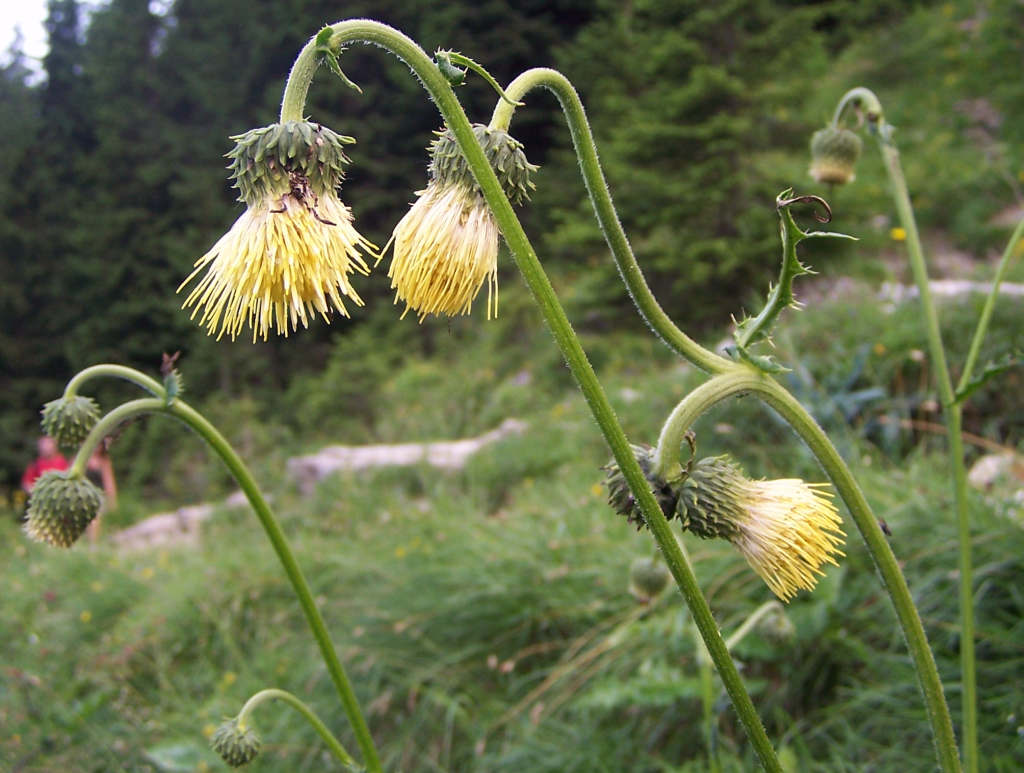
Ostrożeń lepki
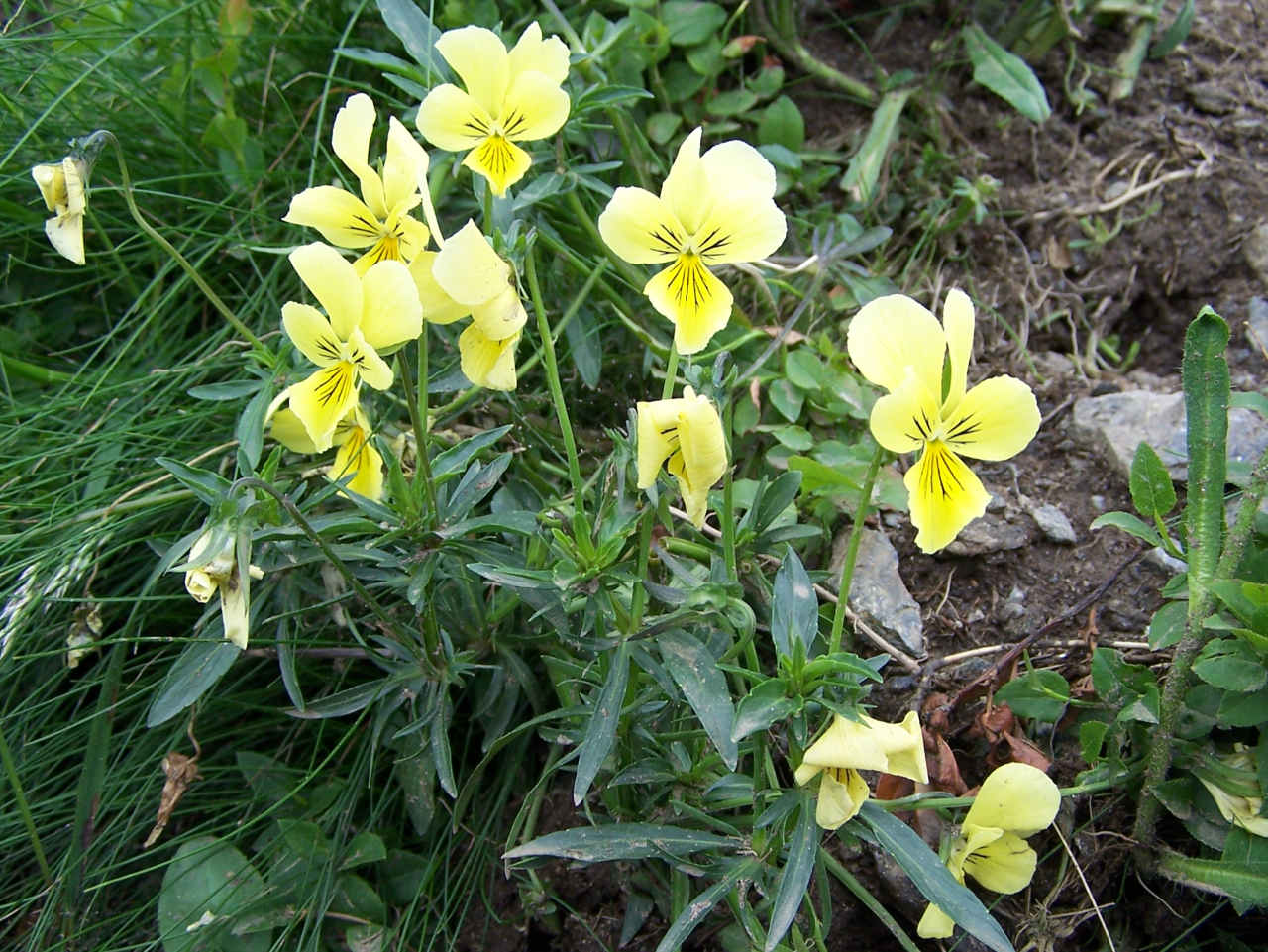
Fiołek żółty sudecki

## Swoisty skład flory Tatr
Endemity tatrzańskie
Występują tu rośliny, dla których Tatry są jedynym miejscem występowania na świecie:
- kostrzewa (Festuca aglochis)
- przymiotno węgierskie (Erigeron hungaricus)
- przywrotnik (Alchemilla) – kilkanaście endemicznych gatunków
- pszonak Wahlenberga (Erysimum hungaricum)
- warzucha tatrzańska (Cochlearia tatrae)
- wiechlina granitowa
- wiechlina tatrzańska[1]

Endemity karpackie i subendemity
Wśród roślin tatrzańskich jest pewna grupa gatunków, które występują tylko w niektórych częściach Karpat:
- goździk lśniący (Dianthus nitidus)
- jastrun okrągłolistny (Chrysanthemum rotundifolium)
- konietlica karpacka (Trisetum fuscum)
- kostrzewa karpacka (Festuca carpatica)
- kostrzewa pstra (Festuca versicolor)
- kostrzewa tatrzańska (Festuca tatrae)
- macierzanka karpacka (Thymus carpaticus)
- macierzanka nadobna (Thymus pulcherrimus)
- ostrołódka karpacka (Oxytropis carpatica)
- ostróżka tatrzańska (Delphinuim oxysepalum)
- pszonak Wittmanna (Erysimum wittmannii)
- rzeżusznik tatrzański (Cardaminopsis neglecta)
- sasanka słowacka (Pulsatilla slavica)
- skalnica karpacka (Saxifraga carpatica)
- tojad mołdawski (Aconitum moldavicum)
- urdzik karpacki (Soldanella carpatica)
- wierzba alpejska (Salix kitaibeliana)
- wierzba wykrojona (Salix retusa)
- złocieniec alpejski (Tanacetum alpinum)
- żywiec gruczołowaty (Dentaria glandulosa)

## Rośliny podłoża wapiennego i granitowego
Jedną z bardzo charakterystycznych cech roślinności tatrzańskiej jest występowanie dwóch rodzajów znacznie różniących się zbiorowisk roślinnych – inne na podłożu wapiennym, inne na granitowym. Ponieważ podłoża te w Tatrach mieszają się z sobą na niedużych odległościach, turysta wędrujący szlakami turystycznymi ma do czynienia nie tylko z florą znacznie różniącą się od nizinnej, ale także z bardzo dużym bogactwem gatunkowym tej flory. Idąc np. jedną tylko trasą z Doliny Kościeliskiej na Czerwone Wierchy turysta obserwuje nie tylko roślinność prawie wszystkich pięter roślinności, ale także dwóch jej zespołów – wspaniale rozwiniętych roślin podłoża wapiennego w Kobylarzowym Żlebie czy na Hali Upłaz oraz roślin podłoża granitowego pod szczytem Ciemniaka.
Rośliny podłoża wapiennego
Do roślin tatrzańskich występujących wyłącznie na podłożu wapiennym należą m.in.:
aster alpejski,
brodawnik szary,
dębik ośmiopłatkowy,
driakiew lśniąca,
dzwonek drobny,
fiołek alpejski,
głodek kutnerowaty,
głodek mrzygłód,
gnidosz dwubarwny,
goryczka krótkołodygowa,
goryczka śniegowa,
goryczka wiosenna,
goryczuszka lodnikowa,
goryczuszka orzęsiona,
goryczuszka wczesna,
goździk postrzępiony wczesny,
gółka wonna,
jarząb mączny,
jaskier okrągłolistny,
kostrzewa tatrzańska,
len karpacki,
leniec alpejski,
łyszczec rozesłany,
macierzanka karpacka,
mokrzyca Kitaibela,
naradka mlecznobiała,
naradka włosista,
orlik pospolity,
oset siny,
ostrołódka Hallera,
ostrołódka karpacka,
ostrołódka polna,
ostrożeń lepki,
pępawa Jacquina,
piaskowiec orzęsiony,
pierwiosnek łyszczak,
pleszczotka górska,
posłonek alpejski,
posłonek rozesłany wielkokwiatowy,
potrostek alpejski,
przelot alpejski,
przetacznik krzewinkowy,
przetacznik różyczkowaty,
rogownica szerokolistna,
rojownik włochaty,
rozchodnik czarniawy,
sasanka słowacka,
siekiernica górska,
skalnica seledynowa,
skalnica zwisła,
sparceta górska,
starzec kędzierzawy,
stokrotnica górska,
storzan bezlistny,
szarotka alpejska,
świerzbnica karpacka,
świetlik tatrzański,
tłustosz alpejski,
traganek jasny,
traganek wytrzymały,
turzyca mocna,
warzuszka skalna,
wierzba alpejska,
zarzyczka górska,
zerwa kulista,
zimowit jesienny.
Rośliny umiarkowanie wapieniolubne
Do roślin tatrzańskich występujących głównie na podłożu wapiennym, ale czasami również na granitowym, należą m.in.:
gółka długoostrogowa,
jaskier alpejski,
jaskier karłowaty,
kosatka kielichowa,
lilia bulwkowata,
lilia złotogłów,
mak tatrzański,
naparstnica zwyczajna,
niezapominajka alpejska,
ostrożeń dwubarwny,
ostróżka tatrzańska,
ostróżka wyniosła,
parzydło leśne,
pięciornik alpejski,
powojnik alpejski,
przymiotno węgierskie,
pszonak Wahlenberga,
rogownica Raciborskiego,
saussurea alpejska,
skalnica gronkowa,
skalnica nakrapiana,
skalnica naprzeciwlistna,
skalnica tatrzańska,
storczyca kulista,
storczyk męski,
szafran spiski,
tojad dzióbaty,
traganek zwisłokwiatowy.
Rośliny podłoża granitowego
Do roślin tatrzańskich występujących niemal wyłącznie na podłożu granitowym należą m.in.: dzwonek alpejski,
goryczka kropkowana,
goryczka przezroczysta,
jaskier halny,
jaskier lodnikowy,
jastrzębiec alpejski,
kosmatka kłosowa,
kostrzewa niska,
kuklik rozesłany,
lilijka alpejska,
naradka tępolistna,
omieg kozłowiec,
owsica pstra,
pierwiosnek maleńki,
rogownica jednokwiatowa,
rojnik górski,
rozchodnik alpejski,
sasanka alpejska,
sit skucina,
skalnica karpacka,
skalnica mchowata,
starzec karpacki,
starzec kraiński,
szarota drobna,
warzucha tatrzańska,
złocieniec alpejski.
Rośliny obojętne na podłoże
Do roślin tatrzańskich równie często spotykanych na podłożu wapiennym, jak i granitowym należą m.in.:
bartsja alpejska,
bliźniczka psia trawka,
boimka dwurzędowa,
ciemiężyca zielona,
dzięgiel litwor,
dzwonek lancetowaty,
dzwonek Scheuchzera,
dzwonek wąskolistny,
fiołek dwukwiatowy,
fiołek żółty sudecki,
gęsiówka alpejska,
gnidosz dwubarwny,
gnidosz Hacqueta,
gnidosz okółkowy,
goryczka trojeściowa,
goździk lodowcowy,
gółka długoostrogowa,
jarzmianka większa,
jastrun okrągłolistny,
jastrzębiec pomarańczowy,
knieć błotna górska,
kuklik górski,
lepiężnik wyłysiały,
lepnica bezłodygowa,
liczydło górskie,
listera jajowata,
listera sercowata,
marchwica pospolita,
mieczyk dachówkowaty,
miłosna górska,
modrzyk górski,
nawłoć alpejska,
niebielistka trwała,
omieg górski,
ozorka zielona,
pełnik europejski,
pierwiosnek wyniosły,
pięciornik złoty,
podbiałek alpejski,
powojnik alpejski,
prosienicznik jednogłówkowy,
przetacznik alpejski,
rdest żyworodny,
rozchodnik karpacki,
różeniec górski,
rutewnik jaskrowaty,
rzeżucha gorzka,
rzeżuszka alpejska,
skalnica darniowa,
skalnica dwuletnia,
skalnica jastrzębcowata,
skalnica naradkowata,
skalnica odgiętolistna,
słonecznica wąskolistna,
starzec gajowy,
starzec górski,
szczawiór alpejski,
tojad mocny,
turzyca czarniawa,
tymotka alpejska,
urdzik karpacki,
wiechlina alpejska,
wiechlina Chaixa,
wiechlina roczna,
wierzbownica górska,
wierzbownica mokrzycowa,
wierzbownica okółkowa,
wierzbówka kiprzyca,
zaraza żółta,
zawilec narcyzowaty,
żłobik koralowy,
żywiec gruczołowaty.

## Rośliny tatrzańskie
Wykaz obejmuje rośliny naczyniowe, które poza Tatrami nie występują nigdzie w Polsce. Niektóre z nich spotykane są poza Tatrami na pojedynczych tylko stanowiskach. Wykaz obejmuje większość gatunków roślin tatrzańskich, nie jest jednak pełny, a ponadto wymaga aktualizacji o wyniki nowszych badań florystycznych.

- babka górska
- boimka dwurzędowa
- brodawnik tatrzański
- bylica alpejska
- chaber alpejski
- cieciorka pochewkowata
- dzwonek alpejski
- dzwonek Scheuchzera
- elyna mysiurkowata
- fiołek alpejski
- gęsiówka stokrotkolistna
- gęsiówka tatrzańska
- głodek kutnerowaty
- głodek mroźny
- głodek mrzygłód
- głodek orzęsiony
- gnidosz dwubarwny
- gnidosz okółkowy
- goryczka krótkołodygowa
- goryczka okrągłolistna
- goryczka przezroczysta
- goryczka śniegowa
- goryczuszka lodnikowa
- goździk lodowcowy
- gółka wonna
- jaskier alpejski
- jaskier halny
- jaskier karłowaty
- jaskier lodnikowy
- jaskier okrągłolistny
- jastrzębiec bródkowaty
- jastrzębiec karpacki
- jastrzębiec kosmaty
- jastrzębiec przewiertniowaty
- jastrzębiec włosisty
- kobrezja turzycowata
- koniczyna brunatna
- konikleca czubata
- kosatka błotna
- kostrzewa tatrzańska
- kuklik rozesłany
- len karpacki
- lepnica bezłodygowa
- lilijka alpejska
- lnica alpejska
- mak tatrzański
- mącznica alpejska
- mikołajek alpejski
- naradka tępolistna
- naradka włosista
- niezapominajka alpejska
- okrzyn górski
- omieg kozłowiec
- ostrołódka Hallera
- ostrołódka karpacka
- ostrołódka polna
- ostróżka tatrzańska
- piaskowiec orzęsiony
- pierwiosnek łyszczak
- posłonek alpejski
- posłonek rozesłany nagi
- posłonek rozesłany wielkokwiatowy
- potrostek alpejski
- przelot alpejski
- przewiercień jaskrowaty
- przymiotno jednokoszyczkowe
- przymiotno nagie
- przymiotno węgierskie
- przywrotnik nibywcięty
- przywrotnik zaczerwieniony
- przywrotnik Żmudy
- pszonak Wahlenberga
- rogownica jednokwiatowa
- rogownica szerokolistna
- rozchodnik czarniawy
- rutewnik jaskrowaty
- rzeżuszka alpejska
- sasanka słowacka
- saussurea wielkogłowa
- saussurea alpejska
- sesleria tatrzańska
- siekiernica górska
- skalnica jastrzębcowata
- skalnica karpacka
- skalnica mchowata
- skalnica nakrapiana
- skalnica naprzeciwlistna
- skalnica naradkowata
- skalnica odgiętolistna
- skalnica seledynowa
- skalnica tatrzańska
- skalnica zwisła
- słonecznica wąskolistna
- sparceta górska
- starzec cienisty
- starzec główkowaty
- starzec karpacki
- starzec kraiński
- sybaldia rozesłana
- szarota Hoppego
- szarotka alpejska
- tłustosz alpejski
- tojad dzióbaty
- traganek alpejski
- traganek groszkowaty
- traganek wytrzymały
- traganek zwisłokwiatowy
- turzyca czarna
- turzyca czarnopurpurowa
- turzyca Lachenala
- turzyca mocna
- turzyca przydymiona
- turzyca skalna
- turzyca wąskolistna
- ukwap karpacki
- warzucha tatrzańska
- wełnianka Scheuchzera
- wiechlina granitowa
- wiechlina tatrzańska
- zawciąg alpejski
- złocieniec alpejski
- żebrzyca sina